# Liste von Lokomotiven und Triebwagen der Schwedischen Staatsbahnen
Die Liste von Lokomotiven und Triebwagen der Schwedischen Staatsbahnen gibt einen Überblick über die von den Schwedischen Staatsbahnen während ihrer Existenz von 1856 bis 2000 eingesetzten Triebfahrzeuge sowie deren Bezeichnungssystem.
Im Laufe des Bestehens von SJ wurden immer wieder Privatbahnen verstaatlicht und Lokomotiven in das Nummernsystem aufgenommen. Aufgrund der vom Schwedischen Reichstag 1939 beschlossenen Allgemeinen Eisenbahnverstaatlichung in Schweden kamen ab 1940 zahlreiche Lokomotivbauarten mit oft nur wenigen Exemplaren von Privatbahnen zur Staatsbahn, so dass eine Vollständigkeit der Liste nicht gegeben ist.

## Bezeichnung und Nummerierung der Lokomotiven

### Bezeichnungssystem(Litterasystemet)

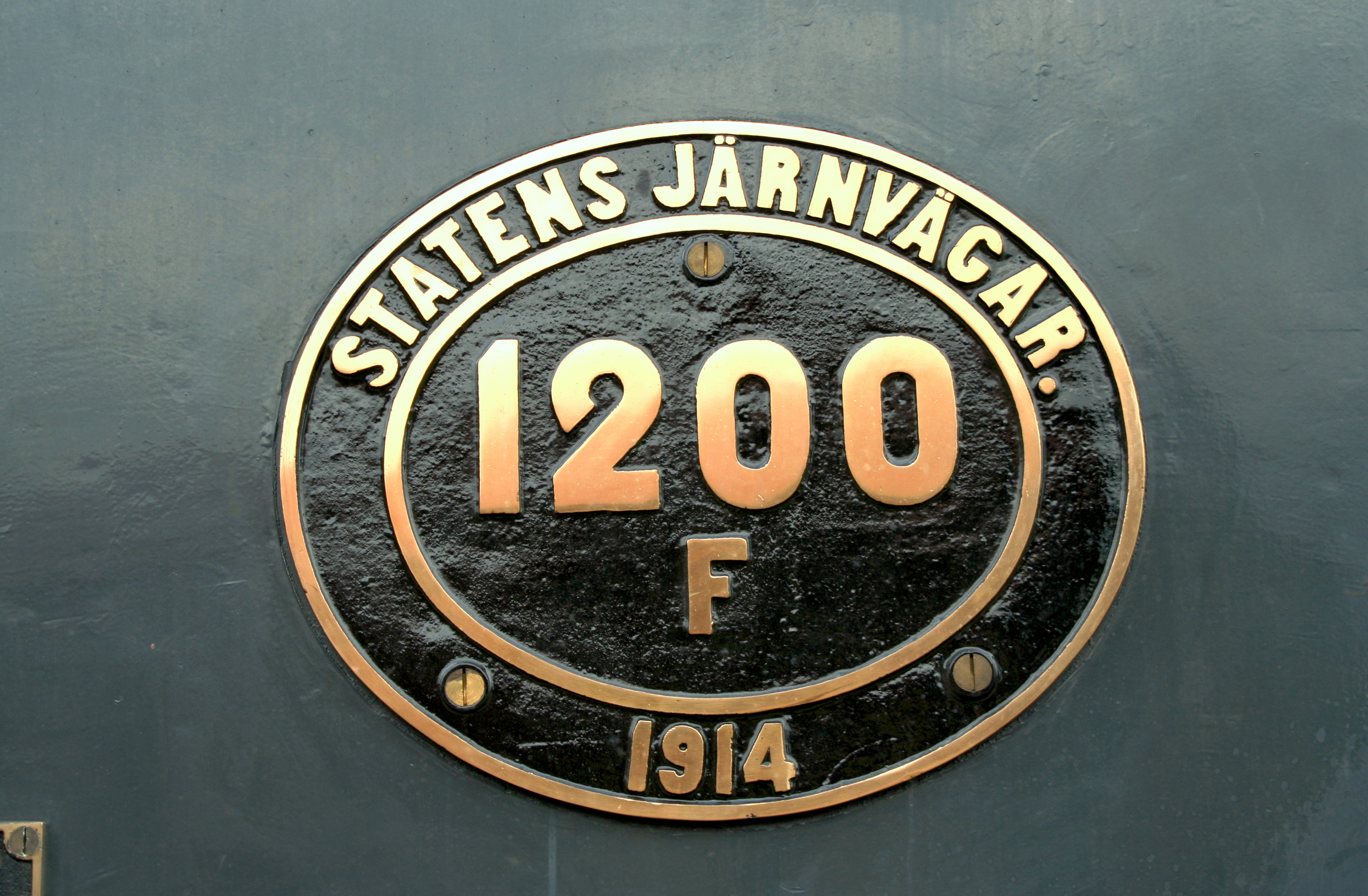
Als Beispiel: Schild der F 1200

Wie bei vielen anderen Bahnen wurden die ersten beschafften Lokomotiven mit einem Namen bezeichnet. Damit wurde jede einzelne Lokomotive als „eigene“ Baureihe geführt. Seit 1876 verwendeten die schwedischen Staatsbahnen für Lokomotiven gleicher Bauart (im deutschen Sprachgebrauch auch als „Baureihe“ bezeichnet) eine aus einem Großbuchstaben (schwedisch Littera) gebildete Bezeichnung. Jeder Großbuchstabe entsprach dabei einer bestimmten Lokomotivbauart. Durch Umbau oder Neulieferung entstandene Unterbauarten wurden sukzessive und immer detaillierter mit nachgestellten Kleinbuchstaben und dann auch Ziffern gekennzeichnet. So wurden aus den 1B-Lokomotiven der Littera B zunächst Bb und dann auch Ba (für Lokomotiven mit neuem oder originalem Kessel), und schließlich Ba1, Ba2, Bb1 und Bb2, um die Rauchrohrvarianten der Kessel zu unterscheiden.
In der zweiten Hälfte der 1890er-Jahre wurden die Buchstaben des schwedischen Alphabets von A bis Ä benutzt. Um neu gebaute Lokomotiven wieder mit einfachen Großbuchstaben in das System einfügen zu können, wurden 1898 mehrere nur als Einzelstücke oder in geringer Stückzahl vorhandene Typen umbenannt, so wurden z. B. aus der N, Q, R, T, Å und Ä die Qn, Qa, Qr, Qt, Qå und Qä. Die durch Ausmusterung und die Umbenennungen freigewordenen Buchstaben wurden erneut benutzt.
Für die ab 1914 eingestellten Elektrolokomotiven wurde das System in gleicher Weise verwendet, beginnend mit den bei Dampflokomotiven nicht mehr vorkommenden Buchstaben P, Q und O. Der gleiche Großbuchstabe wurde von nun an nur entweder für eine Dampf- oder eine Elektrolokomotivbaureihe genutzt und die Unterbauarten durch nachgestellte Kleinbuchstaben differenziert (Oa, Ob, Oc usw.). Mit zunehmender Ausmusterung der Dampflokomotiven wurden immer mehr Littera für E-Loks frei. Bei Dampflokomotiven kam es erneut zur Verfeinerung des Systems, so gab es z. B. in der auf die preuß. G 8.1 zurückzuführenden Lokomotivfamilie eine Ga, Ga2, Ga3, Ga4, Gb und Gb2.
Von Privatbahnen übernommene Lokomotiven erhielten eigene, vom Namen der übernommenen Bahn abgeleitete mehrbuchstabige Bezeichnungen, z. B. stammten
- HSa bis HSd von der Härnösand-Sollefteå Järnväg,
- MVa bis MVg von der Mora-Vänern Järnväg,
- ÖCBa und ÖCBb von der Östra Centralbana.

Durch die Vielzahl der infolge der ab 1940 vollzogenen Allgemeinen Eisenbahnverstaatlichung in den Bestand der SJ kommenden Privatbahn-Dampflokomotivbauarten war dieses System aus Gründen der Übersichtlichkeit nicht mehr beizubehalten. Daher erhielten alle Dampflokomotiven ab 1942 neue Bezeichnungen, die nurmehr aus einem Großbuchstaben und einer Zahl bestanden, z. B. A, A2, A3 und so fort bis A8. Für Elektrolokomotiven wurde das bisherige System mit der Kombination aus Großbuchstabe, Kleinbuchstabe und ggf. Ziffer beibehalten. Für die nach dem Zweiten Weltkrieg eingestellten Diesellokomotiven kamen die Buchstaben T, V und Ä in Kombination mit einer Zahl in Verwendung (T44, V5, Ä1 etc.).
Schmalspurlokomotiven sind mit p (schwedisch pytteliten = sehr schmal) für 891 mm und mit t (schwedisch tiosextiosju = 1067) für 1067 mm Spurweite gekennzeichnet.
Durch die Neuvergabe frei gewordener Bezeichnungen und die zahlreichen Umbenennungen ist das Litterasystemet über die gesamte Existenzdauer der SJ hin sehr unübersichtlich. In Teilen der Fachliteratur und auch in diesem Artikel werden daher zur Unterscheidung verschiedener Bauarten gleicher Bezeichnung den Bezeichnungen in Klammern gesetzte römische Zahlen nachgestellt. So ist die B (I) (erste Besetzung – schwed.: första) eine 1B-Gemischtzuglokomotive von 1856, die B (II) (zweite Besetzung – schwed.: andra) eine 2'C-Personenzuglokomotive von 1909. Nach den in der Wikipedia verwendeten Unterscheidungskriterien wird bei gleichem Lemma teilweise die Jahreszahl der Erstbeschaffung der Littera nachgestellt, zum Beispiel SJ D (1874) und SJ D (1925). Diese in Klammern nachgesetzten Unterscheidungshilfen sind jedoch nicht Bestandteil der offiziellen Lokomotivbezeichnung.
Details siehe:

### Nummerierung und Namen
Im Gegensatz zum Bezeichnungssystem ist die Nummerierung der SJ-Lokomotiven einfach: Die schwedischen Staatsbahnen verwendeten ein strikt sequentielles Nummernsystem, d. h. die Lokomotiven wurden in der Reihenfolge ihrer Bestellung oder Übernahme aufsteigend nummeriert. Für jede der drei Lokomotivhauptbauarten – Dampf-, Elektro- und Diesellokomotiven – wurde ein eigener, bei 1 beginnender Nummernkreis verwendet. Für Schmalspurdampflokomotiven begann dieser Nummernkreis mit der Ziffer 3 für die Spurweite von 891 mm und mit der Ziffer 4 für die Spurweite von 1067 mm. Zweitverwendungen von Nummern ausgemusterter oder verkaufter Lokomotiven kamen bis auf sehr wenige Ausnahmen nicht vor. Die jeweilige Lokomotive behielt ihre Nummer zeit ihres „Lebens“, auch bei Umbau oder Verkauf an und anschließender Wiederübernahme von einer Privatbahn. Neue Nummern wurden nur bei einem Totalumbau vergeben, der den Charakter der Lokomotive vollständig veränderte, so z. B. bei der Trennung der B'B'-Fairlie-Loks der Baureihe T (I) in je zwei B1-Tenderloks der Baureihe T (II).
Namen erhielten die Staatsbahn-Dampflokomotiven von der B 1 WESTERGÖTLAND von 1856 bis zur Cb 342 VERDANDI des Baujahrs 1886, danach wurde die Namensvergabe eingestellt. Als Lokomotivnamen wurden die Namen schwedischer Städte und Landschaften, landestypische männliche und weibliche Vornamen sowie Begriffe aus der nordischen Mythologie verwendet.

### Erläuterung zur folgenden Liste
- Spalte „ausgem. bis“ bedeutet die Außerdienststellung der Lokomotiven bei den Staatsbahnen – vorher an Privatbetriebe verkaufte Exemplare wurden vielfach länger eingesetzt.

## Dampflokomotiven

### Dampflokomotiven bis 1898
| Baureihe von 1876 | Baureihe differenziert              | Betriebsnummern                                                                                            | Hersteller                                            | Anzahl | Baujahr(e)  | ausgem. bis | Bauart             | Bemerkungen | Bild |
| ----------------- | ----------------------------------- | --- | ----------------------------------------------------- | ------ | ----------- | ----------- | ------------------ | --- | ---- |
| A (I)             | ab 1886: Aa                         | 33–40, 56–63, 74–77, 99–102, 123–130                                                                       | Beyer, Peacock (28) Nohab (4)                         | 32     | 1863–1873   | 1906        | 1A1 n2 (Innenzyl.) | A 33-40 ex WSB 33-40 |      |
| —                 | Ab ab 1890: Ab1/Ab2                 | 34…127 | SJ Umbau                                              | (15)   | (1881–1904) | 1906        | 1A1 n2 (Innenzyl.) | Umbau der A/Aa auf neuen Belpaire-Kessel, Kesselvarianten ab 1890 als Ab1 und Ab2 unterschieden                                     |      |
| B (I)             | ab 1886: Ba ab 1890: Ba1/Ba2        | 1–19, 23, 26–29, 32, 41–46, 51–55, 94–98, 119–122                                                          | Beyer, Peacock (23) Nyköping (5) Motala (9) Nohab (8) | 45     | 1856–1873   | 1905        | 1B n2              | A 1…32 ex WSB 1…32, A 41…55 ex SSB 1…15; Kesselvarianten ab 1890 als Ba1 und Ba2 unterschieden                                      |      |
| —                 | Bb ab 1890: Bb1/Bb2                 | 1…120 | SJ Umbau                                              | (19)   | (1882–1889) | 1905        | 1B n2              | Umbau der B/Ba auf neuen Belpaire-Kessel, Kesselvarianten ab 1890 als Bb1 und Bb2 unterschieden                                     |      |
| C (I)             | ab 1886: Ca                         | 185–198, 227–228, 261–262, 295–298, 318–319                                                                | Borsig (16) Nohab (2) Motala (6)                      | 24     | 1875–1883   | 1925        | 1B n2              | Wie D, nur mit größerem Treibraddurchmesser (1874 mm)                                                                               |      |
| —                 | Cb                                  | 338–342 | Nohab                                                 | 5      | 1886        | (1905)      | 2'B n2             | 1903–05 Umbau in Cc |      |
| —                 | Cc                                  | 403–405, 417–423, 463–466, 523–535, 550–563, 612–623, 668–677, 733–748                                     | Nohab (67) Motala (12)                                | 79     | 1892–1903   | 1932        | 2'B n2             | Cc 535 versuchsweise als 2B n2v ausgeführt, Cc 735 1909–14 mit Brotankessel                                                         |      |
| —                 | Cc                                  | 338–342 | SJ Umbau                                              | (5)    | (1903-1905) | 1932        | 2'B n2             | Umbau aus Cb |      |
| —                 | Cd ab 1942: C (II)                  | 342…748 | SJ Umbau                                              | (48)   | (1920–1931) | 1869        | 2'B h2             | Umbau der Cc auf Heißdampf |      |
| D                 | ab 1886: Da ab 1890: Da1/Da2        | 179–184, 199–214, 238–240, 259–260, 290–294, 320–327, 347–356,                                             | Borsig (18) Nohab (6) Motala (26)                     | 50     | 1874–1887   | 1925        | 1B n2              | Wie C, nur mit kleinerem Treibraddurchmesser (1570 mm); Kesselvarianten ab 1890 als Da1 und Da2 unterschieden                       |      |
| —                 | Db                                  | 400–402 | Motala                                                | 3      | 1891        | 1920        | 1B n2              | Wie D, nur mit größerem Kessel |      |
| E (I)             | ab 1898: De                         | 147–148 | Borsig                                                | 2      | 1873        | 1920        | 1B n2              | E 147 SIGTUNA und 148 BIRKA; Bestellung der Oberlausitzer Eisenbahn-Gesellschaft für Kohlfurt–Falkenberg, von der SJ neu übernommen |      |
| F (I)             | ab 1886: Fa                         | 30–31, 49–50, 64–73                                                                                        | Beyer, Peacock                                        | 14     | 1863-1865   | (1888)      | C n2 (Innenzyl.)   | F 30–31 ex WSB 30–31, F 49–50 ex SSB 9–10                                                                                           |      |
| —                 | ab 1881: Fb                         | 30–31, 49–50, 64–73                                                                                        | SJ Umbau                                              | (14)   | 1881-1888   | 1911        | C n2 (Innenzyl.)   | Umbau der F/Fa auf neuen Belpaire-Kessel                                                                                            |      |
| G (I)             | ab 1886: Ga                         | 78–88, 90–93, 103–112, 131–146, 157–162, 169–172                                                           | Beyer, Peacock (37) Nohab (14)                        | 51     | 1866–1875   | 1912        | C n2 (Innenzyl.)   | |      |
| —                 | Gb                                  | 85, 90–92                                                                                                  | SJ Umbau                                              | (4)    | (1885)      | 1904        | C n2 (Innenzyl.)   | Umbauten der G/Ga auf neue Kessel unterschiedlicher Bauart                                                                          |      |
| —                 | Gc                                  | 78…162 | SJ Umbau                                              | (37)   | (1890–1908) | 1937        | C n2 (Innenzyl.)   | Umbauten der G/Ga auf neue Kessel unterschiedlicher Bauart                                                                          |      |
| H                 | —                                   | 149–156, 175–178                                                                                           | Sharp, Stewart                                        | 12     | 1874–1875   | 1907        | C n2 (Innenzyl.)   | |      |
| —                 | ab 1899: Hb ab 1907: H              | 149–150, 152–156, 175–177                                                                                  | SJ Umbau                                              | (10)   | (1899–1903) | 1936        | C n2 (Innenzyl.)   | Neubekesselte H, nach Ausmusterung der Lok mit Originalkessel wieder als H bezeichnet                                               |      |
| I                 | —                                   | 113–118 | Beyer, Peacock                                        | 6      | 1872        | 1914        | C n2               | Bauart der Cöln-Mindener Eisenbahn                                                                                                  |      |
| K (I)             | ab 1876: Ka (I)                     | 215–224 | Borsig                                                | 10     | 1875        | 1913        | C n2               | |      |
| —                 | Kb                                  | 229–233, 241–254, 263–275                                                                                  | Borsig (5) Nohab (6) Motala (21)                      | 32     | 1876–1880   | 19xx        | C n2               | Wie Ka, aber mit Belpaire-Kessel |      |
| —                 | Kb                                  | 215–216, 219, 222, 224                                                                                     | SJ Umbau                                              | (5)    | (1888–1902) | 19xx        | C n2               | Umbau aus Ka (I) |      |
| —                 | Kc ab 1882: Kc1–Kc5                 | 300–313, 328–337, 364–368, 380–384                                                                         | Nohab (19) Motala (15)                                | 34     | 1881–1890   | 1926        | C n2               | Kleinerer und längerer Kessel als Kb, niedrigerer Achsdruck; Kesselvarianten ab 1882 als Kc1 bis Kc5 unterschieden                  |      |
| —                 | Kd1, Kd2 ab 1902: Kd                | 389–397, 406–411, 414–416, 424–441, 448–462, 511–522, 536–549, 564–573, 602–611, 624–633, 678–701, 725–732 | Nohab (30) Motala (98) Kristinehamn (1) Falun (10)    | 139    | 1889–1902   | 1933        | C n2               | Kesseldruck von 10 auf 11 atm erhöht, Zylinder vergrößert; Kesselvarianten bis 1902 als Kd1 und Kd2 unterschieden                   |      |
| —                 | Ka (II) ab 1942: K (II) ab 1947: KA | 513…732 | SJ Umbau                                              | 53     | (1921–1928) | 1967        | C h2               | Umbau der Kd auf Heißdampf |      |
| —                 | Kf                                  | 546, 624, 626, 700                                                                                         | SJ Umbau                                              | (4)    | (1917)      | 1936        | C1' n2t            | Umbau aus Kd, mit Torfmehlfeuerung                                                                                                  |      |
| —                 | Kf2 ab 1942: K2                     | 624. 626, 700                                                                                              | SJ Umbau                                              | (3)    | (1928-1929) | 1966        | C1' h2t            | Umbau der Kf auf Heißdampf, Torfmehlfeuerung entfernt                                                                               |      |
| —                 | Kg                                  | 697 | SJ Umbau                                              | (1)    | (1918)      | 1934        | C1' n2             | Umbau aus Kd 697, bis 1925 mit Torfmehlfeuerung                                                                                     |      |
| L (I)             | ab 1885: Lb ab 1898: Sl             | 20 | Fairbairn                                             | 1      | 1861        | 1899        | 1B n2 (Innenzyl.)  | Ex WSB 20, urspr. KHJ New Engine; nach Neubekesselung 1885 als Lb bezeichnet                                                        |      |
| M (I)             | —                                   | 48 | Crewe                                                 | 1      | 1862        | 1883        | C n2 (Innenzyl.)   | Ex SSB 8, LNWR-Typ DX, zu Vergleichszwecken beschafft                                                                               |      |
| M (II)            | ab 1898: Vm                         | 372–373 | Avonside                                              | 2      | 1871–1875   | 1899        | C n2t              | Ex HJ 3-4, 1887 angekauft; urspr. Spurweite 1217 mm, 1889 in Malmö auf Normalspur umgebaut                                          |      |
| N (I)             | ab 1898: Qn                         | 173–174 | Cockerill                                             | 2      | 1874        | 1911        | B n2t              | Rangierlokomotiven für die Hafenbahn Stockholm mit vertikalem Kessel                                                                |      |
| O                 | ab 1886: Oa                         | 24-25, 47                                                                                                  | Beyer, Peacock                                        | 3      | 1862        | 1903        | 1B n2t (Innenzyl.) | O 24–25 ex WSB 24–25, O 47 ex SSB 7                                                                                                 |      |
| O                 | ab 1886: Ob                         | 25 | SJ Umbau                                              | (1)    | (1882)      | 1906        | 1B n2t (Innenzyl.) | O 25 mit neuem Kessel |      |
| —                 | Oc ab 1892: Oc1, Oc2                | 385–388, 398-399, 412-413                                                                                  | SJ Umbau                                              | (8)    | (1889-1891) | 1919        | 1B n2t (Innenzyl.) | Umbau aus Aa; Kesselvarianten ab 1892 als Oc1 und Oc2 unterschieden                                                                 |      |
| P                 | ab 1886: Pa                         | 89, 163–168, 234–237, 255–258                                                                              | Beyer, Peacock (11) Nohab (4)                         | 15     | 1867–1878   | 1914        | B1 n2t             | |      |
| P                 | ab 1886: Pb                         | 276–280, 314–317, 343–346, 369–371, 374–379                                                                | Nohab                                                 | 22     | 1880–1889   | 1919        | B1 n2t             | Modifizierter Weiterbau der P mit kleinerem Kessel und hinterem Kohlenkasten                                                        |      |
| P                 | ab 1886: Pb                         | 164 | SJ Umbau                                              | (1)    | (1902)      | 1919        | B1 n2t             | Umbau aus Pa 164 |      |
| Q (I)             | ab 1898: Qa                         | 225–226 | Krauss                                                | 2      | 1875        | 1900        | B n2t              | Rangierlokomotiven für die Hafenbahn Göteborg                                                                                       |      |
| R (I)             | ab 1898: Qr                         | 281–282 | Black, Hawthorn                                       | 2      | 1872        | 1905        | 1B n2t             | Ex HMMJ 1–2, 1879 übernommen |      |
| S (I)             | ab 1898: Sa (I)                     | 283–284 | Dübs                                                  | 2      | 1875        | 1901        | 1B n2              | Ex HMMJ 3–4, 1879 übernommen |      |
| T (I)             | —                                   | 285–286 | Yorkshire                                             | 2      | 1874        | 1887        | B'B' n4t           | Ex HMMJ 5–6, 1879 übernommen; Gelenklokomotive Bauart Fairlie                                                                       |      |
| T (II)            | ab 1898: Qt                         | 360–363 | Nohab                                                 | 4      | 1887        | 1900        | B1 n2t             | Entstanden durch Teilung und Umbau der Fairlie-Lokomotiven T 285–286                                                                |      |
| —                 | Ua ab 18xx: U ab 1898: Su           | 287 | Black, Hawthorn                                       | 1      | 1873        | 1902        | 1B n2              | Ex HMMJ 7; 1879 übernommen; urspr. C n2t baugleich mit HMMJ 8, 1879 von Motala umgebaut                                             |      |
| —                 | Ub ab 1879: X ab 1898: Vx           | 288 | Black, Hawthorn                                       | 1      | 1873        | 1927        | C n2t              | Ex HMMJ 8, 1879 übernommen und im gleichen Jahr von Ub auf X umgezeichnet                                                           |      |
| W (I)             | ab 1889: V ab 1898: Va              | 289 | Nasmyth, Wilson                                       | 1      | 1875        | 1899        | C n2t              | Ex NKJ 7 NORA, 1879 angekauft |      |
| Y (I)             | ab 1896: Ya ab 1908: Vy             | 299 | Motala                                                | 1      | 1881        | 1911        | 1A n2t             | Übernommener Vorratsbau von Motala                                                                                                  |      |
| —                 | Yb                                  | 504 | Nohab                                                 | 1      | 1888        | 1907        | 1A n2t             | Ex GHB 12, 1896 übernommen |      |
| Z                 | ab 1898: Vz                         | 357–359 | Nohab                                                 | 3      | 1870–1874   | 1900        | C1' n2t            | Ex ShJ 4–6, 1885 angekauft; urspr. Spurweite 1217 mm, 1888 in Bollnäs auf Normalspur umgebaut.                                      |      |
| Å (I)             | ab 1898: Qå                         | 442–447 | Black, Hawthorn                                       | 6      | 1884–1887   | 1929        | B n2t              | Ex S&NJ 1–4, 16–17; 1891 übernommen                                                                                                 |      |
| Ä                 | ab 1898: Qä                         | 505–510 | Beyer, Peacock                                        | 6      | 1858–1879   | 1906        | B1 n2t (Innenzyl.) | Ex SJB (Statens Järnvägsbyggna) 1–6, 1896 übernommen; Ä 505–506 urspr. WSB 20–21                                                    |      |
| —                 | VKBa1                               | 467–472 | Nohab                                                 | 6      | 1885–1889   | 1919        | 1B n2 (Innenzyl.)  | Ex MBJ 1–6, 1896 übernommen |      |
| —                 | VKBa2                               | 473–484 | Nohab                                                 | 12     | 1886–1894   | 1930        | 1B n2 (Innenzyl.)  | - ex MHJ 3–6, 1896 übernommen - ex GHB 1–8, 1896 übernommen                                                                         |      |
| —                 | VKBb                                | 485–487 | Beyer, Peacock                                        | 3      | 1875–1876   | 1910        | 1B n2              | Ex LEJ 1–3, 1896 übernommen |      |
| —                 | VKBc                                | 488 | Beyer, Peacock                                        | 1      | 1878        | 1907        | 2'B n2             | Ex LEJ 4, 1896 übernommen |      |
| —                 | VKBd                                | 489–491 | Nohab                                                 | 3      | 1884        | 1907        | 1'B n2             | Ex SHJ 4–6, 1896 übernommen |      |
| —                 | VKBe                                | 492 | Nohab                                                 | 1      | 1887        | 1907        | 1'B n2             | Ex SHJ 10, 1896 übernommen |      |
| —                 | VKBf                                | 493–494 | Nohab                                                 | 2      | 1885        | 1909        | C n2               | Ex MHJ 1–2, 1896 übernommen |      |
| —                 | VKBg                                | 495–497 | Nohab                                                 | 3      | 1891–1895   | 1911        | 1'C n2             | Ex SHJ 11–12, 14, 1896 übernommen                                                                                                   |      |
| —                 | VKBh                                | 498–500 | Nohab                                                 | 3      | 1883        | 1906        | D n2               | Ex SHJ 1–3, 1896 übernommen |      |
| —                 | VKBi                                | 501–502 | Nohab                                                 | 2      | 1884        | 1907        | 1'B n2t            | Ex SHJ 7–8, 1896 übernommen |      |
| —                 | VKBk                                | 503 | Borsig                                                | 1      | 1886        | 1896        | B n2t              | Ex SHJ 9, 1896 übernommen; umgeb. Triebgestell eines Dampftriebwagens mit vertikalem Kessel                                         |      |

### Dampflokomotiven ab 1899

#### Lokomotivbauarten der Staatsbahn (und deren Umbauten)
| Baureihe vor 1942       | Baureihe ab 1942 | Betriebsnummern | Hersteller                                                       | Anzahl | Baujahr(e)  | ausgem. bis | Bauart                | Bemerkungen | Bild |
| ----------------------- | ---------------- | --- | ---------------------------------------------------------------- | ------ | ----------- | ----------- | --------------------- | --- | ---- |
| A (II)                  | —                | 1000–1025 | Nohab (11) Motala (15)                                           | 26     | 1906–1909   | 1939        | 2'B1' h2 (Innenzyl.)  | 5 Lok 1926-1927 an OKB als A 13-16, 22 verkauft, 1929 in 2'C umgebaut                                                                                   |      |
| A2                      | A2               | 1004, 1007, 1021 | SJ Umbau                                                         | (3)    | (1930)      | 1969        | 2'C h2 (Innenzyl.)    | Umbau aus A (II) mit Kessel der B (II) |      |
| A3 (I)                  | A (III)          | 1000, 1008, 1012, 1017, 1022 | OKB Umbau                                                        | (5)    | (1929)      | 1969        | 2'C h2 (Innenzyl.)    | Umbau aus A (II) mit Originalkessel; ex OKB A 13-16, 22, 1933 unter alter Nr. zurück an SJ                                                              |      |
| A3 (I)                  | A (III)          | 1007, 1021 | SJ Umbau                                                         | (2)    | (1939-1940) | 1969        | 2'C h2 (Innenzyl.)    | Umbau aus A2. |      |
| B (II)                  | B (II)           | 1026–1028, 1034–1038, 1081–1085, 1106–1108, 1135–1150, 1219–1223, 1266–1270, 1281–1290, 1311–1325, 1364–1387, 1428–1432                                        | Motala (52) Nohab (37) ASJ-F (7)                                 | 96     | 1909–1919   | 19xx        | 2'C h2                | |      |
| —                       | B (II)           | 1695–1697 | Nohab                                                            | 3      | 1943-1944   | 19xx        | 2'C h2                | Ex SWB A 99–101, 1945 übernommen |      |
| E (II)                  | E (II)           | 900–909, 933–937, 948–957, 979–988, 1039–1048, 1071–1075, 1086–1105, 1119–1128, 1151–1155, 1179–1196, 1217–1218, 1238–1242, 1326–1335, 1454–1463               | Nohab (44) Motala (40) ASJ-F (36) Atlas (10)                     | 130    | 1907–1920   | 19xx        | D h2 (Innenzyl.)      | |      |
| E2                      | E2               | 903…1463 | SJ Umbau                                                         | (90)   | (1935–1951) | 19xx        | 1'D h2 (Innenzyl.)    | Umbau der E (II) mit vorderer Laufachse |      |
| —                       | E10              | 1739–1748 | ASJ-F                                                            | 10     | 1947        | 19xx        | 2'D h3                | Modifizierter Nachbau der E9 |      |
| F (II)                  | —                | 1200–1209, 1271 | Nohab                                                            | 11     | 1914–1916   | 1937        | 2'C1' h4v             | 1937 an DSB als E 964–974 verkauft; weitere 25 1942–50 als E 975–999 für DSB gebaut                                                                     |      |
| G (II) ab 1919: Ga (II) | G (II)           | 1408–1427 | LHW                                                              | 20     | 1918–1973   | (1948)      | D h2                  | Preuß. G 8.1; 1419–1420, 1422–1423 von 1919 bis 1920 kurzzeitig als Gb (II) bezeichnet                                                                  |      |
| Ga2                     | G2               | 1408…1427 | SJ Umbau                                                         | (18)   | (1929–1948) | 1973        | D h2                  | Umbau der Ga (II)/G (II) mit Kessel der B/Gb |      |
| Ga3                     | G3               | 1410 | SJ Umbau                                                         | (1)    | (1940)      | (1948)      | 1'D h2                | Umbau der Ga (II) 1410 mit vorderer Laufachse |      |
| Ga4                     | G4               | 1410, 1418 | SJ Umbau                                                         | (2)    | (1941–1948) | 1973        | 1'D h2                | Umbau der Ga (II) 1418 und G3 1410 mit vorderer Laufachse und Kessel der B/Gb                                                                           |      |
| Gb (III)                | G5               | 1449–1453, 1464–1473 | Nohab (5) Motala (5) ASJ-F (5)                                   | 15     | 1920–1923   | 1973        | D h2                  | Modifizierter Nachbau der preuß. G8.1 mit Kessel der B                                                                                                  |      |
| Gb2                     | G6               | 1449…1473 | SJ Umbau                                                         | (13)   | (1939–1941) | 1973        | 1'D h2                | Umbau der Gb (III) mit vorderer Laufachse |      |
| J                       | J                | 1233–1237, 1261–1263, 1272–1273, 1291–1300, 1336–1345, 1388–1402                                                                                               | Motala (25) Atlas (10) Nohab (10)                                | 46     | 1914–1918   | 1972        | 1'C2' h2t (Innenzyl.) | |      |
| —                       | J                | 1652 | Motala                                                           | 1      | 1914        | 1972        | 1'C2' h2t (Innenzyl.) | Ex CHJ 41, 1944 übernommen |      |
| Ke                      | K3               | 715–724, 765–776, 797–794, 866–875, 910–915, 919–928, 958–961, 972–973, 1059–1070, 1076–1080, 1109–1118, 1156–1165, 1197–1199, 1210–1216, 1224–1227, 1264–1265 | Motala (32) Atlas (50) Ljungrens (15) Falun (11) Helsingborg (7) | 115    | 1902–1915   | 1963        | C n2t                 | |      |
| Ke                      | K3               | 1547 | Helsingborg                                                      | 1      | 1917        | 1963        | C n2t                 | Ex HHJ Ke 9, 1940 übernommen |      |
| —                       | K3               | 1899–1901 | Falun                                                            | 3      | 1913        | 1963        | C n2t                 | Ex GDJ U1 81–83, urspr. 61–63, 1948 übernommen |      |
| Kh                      | K4               | 718…1901 | SJ Umbau                                                         | (65)   | (1924–1953) | 1969        | C h2t                 | Umbau der Ke/K3 auf Heißdampf |      |
| L (II)                  | L (II)           | 795–799, 804–823, 834–845, 962–971 | Motala (19) Nohab (9) Atlas (12) Falun (7)                       | 47     | 1904–1908   | 1970        | 1'C n/h2              | Urspr. Nassdampflokomotiven, 1910–22 auf Heißdampf umgebaut                                                                                             |      |
| Ma                      | —                | 652–661, 702–703, 777–781, 916–918 | Nohab (18) Falun (2)                                             | 20     | 1902–1907   | 1926        | 1'D n2v               | Zweizylinder-Verbundlokomotiven Bauart Mellin, für Teilstrecke Kiruna-Riksgränsen der Malmbana                                                          |      |
| Ma                      | —                | 651 | SJ Umbau                                                         | (1)    | (1910)      | 1926        | 1'D n2v               | Umbau aus Mb 651 |      |
| Mb                      | —                | 646–651, 761–764, 800–803 | Motala (6) Falun (4) Atlas (4)                                   | 14     | 1901–1903   | 1932        | 1'D n2v               | Wie Ma, nur mit kleinerem Kessel und niedrigerem Achsdruck, für Teilstrecke Luleå-Gällivare der Malmbana; Mb 764 zu Vergleichszwecken als 1'D n2 gebaut |      |
| Mc                      | G7               | 763–764, 803 | SJ Umbau                                                         | (3)    | (1909–1920) | 1970        | 1'D h2                | Umbau der Mb zu Heißdampf-Zwillingslokomotiven |      |
| Md                      | —                | 657, 917 | SJ Umbau                                                         | (2)    | (1924)      | 1937        | 1'D h2                | Umbau der Ma zu Heißdampf-Zwillingslokomotiven |      |
| N (II)                  | —                | 574–581, 634–645, 1129–1134, 1166–1173, 1243–1246, 1301–1305, 1403–1407, 1433–1448                                                                             | Motala (20) Falun (11) Atlas (12) ASJ-F (16) Nohab (5)           | 64     | 1900–1920   | 1938        | D n2t                 | |      |
| Na                      | N (III)          | 576…1448 | SJ Umbau                                                         | (44)   | (1922–1949) | 1973        | D h2t                 | Umbau der N auf Heißdampf |      |
| R (II)                  | R (II)           | 974–978 | Motala (2) Nohab (3)                                             | 5      | 1908–1909   | 1973        | E h2                  | Für die Malmbanan beschafft |      |
| S (II) ab 1916: Sa      | S (II)           | 938–947, 1049–1058, 1174–1178, 1247–1260, 1274–1280 | Motala (21) Falun (22) Nohab (3)                                 | 46     | 1908–1916   | 1973        | 1'C1' h2t             | S 943–947 urspr. mit Dampftrockner, 1913–15 durch Schmidt-Überhitzer ersetzt                                                                            |      |
| Sb                      | S2               | 1306–1310 | Motala                                                           | 5      | 1917        | 1973        | 1'C2' h2t             | |      |
| —                       | S1               | 1910–1929 | Nohab                                                            | 20     | 1952–1953   | 1973        | 1'C2' h2t             | |      |
| T (III) ab 1905: Ta     | T ab 1952: B5    | 582–591, 662–667, 705–714, 749–760, 782–786, 824–833 | Richmond (10) Nohab (38) Motala (5)                              | 53     | 1899–1905   | 1963        | 2'C n2v               | Zweizylinder-Verbundlokomotiven Bauart Mellin; 7 Lok 1942 an VR als Hr2 1900–1906 verkauft                                                              |      |
| Tb                      | T2 ab 1952: B5   | 846–865, 876–899, 929–932 | Motala (17) Nohab (17) Atlas (2) Falun (12)                      | 48     | 1905–1908   | 1963        | 2'C n2v               | Modifizierter Nachbau der T mit größerem Kessel; 13 Lok 1942 an VR als Hr3 1907–1919 verkauft                                                           |      |
| U                       | —                | 592–601 | Richmond                                                         | 10     | 1899        | 1923        | C n2t                 | |      |
| W (II)                  | W (II)           | 1228–1232 | Nohab                                                            | 5      | 1914        | 1963        | B2' h2t               | |      |
| Y (II)                  | Å8               | 989–998 | Motala (4) Nohab (4)                                             | 10     | 1909        | 1937/1944   | B h2t                 | Einmannbedienung; Y 995 1930 an MSJ als 19 verkauft, 1943 als Å8 unter alter Nr. zurück an SJ.                                                          |      |
| Å (II)                  | —                | 1474 | Nohab                                                            | 1      | 1927        | 1932        | 2'3+C2' h             | Turbinenlok Bauart Ljungström-de Laval mit Dampfkesselwagen und Triebtender                                                                             |      |

#### Übernommene und angekaufte Privatbahnlokomotiven
| Baureihe vor 1942                           | Baureihe ab 1942                            | Betriebsnummern                             | Hersteller                                        | Anzahl                                      | Baujahr(e)                                  | ausgem. bis                                 | Bauart                                      | Bemerkungen | Bild                                        |
| Von 1899 bis 1938 übernommen oder angekauft | Von 1899 bis 1938 übernommen oder angekauft | Von 1899 bis 1938 übernommen oder angekauft | Von 1899 bis 1938 übernommen oder angekauft       | Von 1899 bis 1938 übernommen oder angekauft | Von 1899 bis 1938 übernommen oder angekauft | Von 1899 bis 1938 übernommen oder angekauft | Von 1899 bis 1938 übernommen oder angekauft | Von 1899 bis 1938 übernommen oder angekauft | Von 1899 bis 1938 übernommen oder angekauft |
| ------------------------------------------- | ------------------------------------------- | ------------------------------------------- | ------------------------------------------------- | ------------------------------------------- | ------------------------------------------- | ------------------------------------------- | ------------------------------------------- | --- | ------------------------------------------- |
| DHa                                         | —                                           | 1478–1481                                   | Nohab                                             | 4                                           | 1898                                        | 1936                                        | 1'C h2                                      | Ex DHdJ 1–4, 1927 übernommen; urspr. Nassdampflok, 1910–16 auf Heißdampf umgebaut |                                             |
| DHb                                         | —                                           | 1482                                        | Nohab                                             | 1                                           | 1910                                        | 1936                                        | 2'B h2 (Innenzyl.)                          | Ex DHdJ 5, 1927 übernommen |                                             |
| Hc                                          | —                                           | 704                                         | Nohab                                             | 1                                           | 1894                                        | 1925                                        | 1'C n2 (Innenzyl.)                          | Urspr. DJ 7, 1900 aus Nohab-Bestand angekauft |                                             |
| Hd                                          | —                                           | 21II–22II                                   | Sharp, Stewart                                    | 2                                           | 1880–1884                                   | 1909                                        | C n2 (Innenzyl.)                            | Ex ÖrSJ 10–11, 1907 angekauft |                                             |
| HSa                                         | —                                           | 1499                                        | Nohab                                             | 1                                           | 1891                                        | 1933                                        | 1'C h2                                      | Ex HdSJ 6, 1932 übernommen; urspr. Nassdampflok, 1932 auf Heißdampf umgebaut |                                             |
| HSb                                         | —                                           | 1500                                        | Borsig                                            | 1                                           | 1904                                        | 1934                                        | 2'C h2                                      | Ex HdSJ 7, 1932 übernommen; urspr. Nassdampflok, 1925 auf Heißdampf umgebaut |                                             |
| HSc                                         | L2                                          | 1501–1505                                   | Nohab                                             | 5                                           | 1892–1900                                   | 1949                                        | 1'C h2                                      | Ex HdSJ 8, 1932 übernommen; urspr. Nassdampflok, 1921–24 auf Heißdampf umgebaut |                                             |
| HSd                                         | —                                           | 1506                                        | Nohab                                             | 1                                           | 1918                                        | 1933                                        | 1'C h2 (Innenzyl.)                          | Ex HdSJ 8, 1932 übernommen |                                             |
| HVa                                         | —                                           | 1483–1485                                   | Nohab                                             | 3                                           | 1898–1899                                   | 1937                                        | 1'C n2t                                     | Ex MaVJ 1–3, 1930 übernommen |                                             |
| HVb                                         | —                                           | 1486–1487                                   | Nohab                                             | 2                                           | 1898–1899                                   | 1932                                        | 1'C n2t                                     | Ex HMJ 3–4, 1930 übernommen |                                             |
| HVc                                         | S3                                          | 1488                                        | Nohab                                             | 1                                           | 1919                                        | 1969                                        | 1'C1' h2t                                   | Ex HMJ 5, 1930 übernommen; 1933 an GBJ als Sa 26 verkauft, 1940 als BAJ Sa 26 zurück an SJ |                                             |
| HVd                                         | S5 ab 1947: S7                              | 1489                                        | Motala                                            | 1                                           | 1921                                        | 1970                                        | 1'C1' h2t                                   | Ex HMJ 6, 1930 übernommen; 1934 an SSJ als Y3 14 verkauft, 1940 zurück an SJ |                                             |
| KS                                          | —                                           | 1475–1477                                   | Nohab                                             | 3                                           | 1904                                        | 1937                                        | 1B n2 (Innenzyl.)                           | Ex LKSJ 1–3, 1926 übernommen |                                             |
| MKa                                         | —                                           | 1029                                        | Nohab                                             | 1                                           | 1897                                        | 1922                                        | 2'B n2v (Innenzyl.)                         | Ex MKontJ 1, 1909 übernommen; Spitzname „Glada Änkan“ (dt.: „Die lustige Witwe“) |                                             |
| MKb                                         | —                                           | 1030–1032                                   | Nohab                                             | 3                                           | 1898                                        | 1921                                        | 2'B n2 (Innenzyl.)                          | Ex MKontJ 2–4, 1909 übernommen |                                             |
| MKc                                         | —                                           | 1033                                        | Nohab                                             | 1                                           | 1896                                        | 1919                                        | 1'C n2 (Innenzyl.)                          | Ex MKontJ 5, urspr. MöToJ 6, 1909 übernommen |                                             |
| MS                                          | —                                           | 1507–1508                                   | Nohab                                             | 2                                           | 1906                                        | 1936                                        | 1'C n2t                                     | Ex MlSlJ 1–2, 1932 übernommen |                                             |
| MVa                                         | K15 ab 1947: KA6                            | 1346–1355                                   | Nohab                                             | 10                                          | 1889–1892                                   | 1931/1952                                   | C n2 (Innenzyl.)                            | Ex MVJ 1–10, 1917 übernommen; MVa 1348 und 1352 1922–23 an TRJ als 6 und MTJ als 6 verkauft; beide 1943 erneut übernommen                                                                                         |                                             |
| MVb                                         | —                                           | 1356–1357                                   | Nohab                                             | 2                                           | 1903–1905                                   | 1934                                        | C n2 (Innenzyl.)                            | Ex MVJ 11–12, 1917 übernommen |                                             |
| MVc                                         | —                                           | 1358                                        | Nohab                                             | 1                                           | 1908                                        | 1934                                        | C h2 (Innenzyl.)                            | Ex MVJ 13, 1917 übernommen |                                             |
| MVd                                         | K5                                          | 1359                                        | Nohab                                             | 1                                           | 1914                                        | 1934/1963                                   | C1' h2t (Innenzyl.)                         | Ex MVJ 4III, als Ersatz für die MVJ 4II (ehem. ÖWJ 4) beschafft, 1917 übernommen; 1934 an BUJ als 4 verkauft, 1940 erneut übernommen                                                                              |                                             |
| MVe                                         | —                                           | 1360                                        | Kristinehamn                                      | 1                                           | 1877                                        | 1917                                        | C1' n2t (Innenzyl.)                         | Ex MVJ 5II, bis 1897 ÖWJ 5, 1917 übernommen |                                             |
| MVf                                         | —                                           | 1361                                        | Nohab                                             | 1                                           | 1874                                        | 1918                                        | C1' n2t (Innenzyl.)                         | Ex MVJ 3II, bis 1897 ÖWJ 3, 1917 übernommen |                                             |
| MVg                                         | —                                           | 1362–1363                                   | Nohab                                             | 2                                           | 1874                                        | 1918                                        | C1' n2t (Innenzyl.)                         | Ex MVJ 1II–2II, bis 1897 ÖWJ 1–2, 1917 übernommen |                                             |
| NSa                                         | —                                           | 1490–1493                                   | Nohab                                             | 4                                           | 1893–1895                                   | 1934                                        | 1'C n2t                                     | Ex NrSlJ 1–4, 1931 übernommen |                                             |
| NSb                                         | —                                           | 1494                                        | Munktells                                         | 1                                           | 1890                                        | 1932                                        | 1B n2t                                      | Ex NrSlJ 7, urspr. ÖFWJ A1, 1931 übernommen |                                             |
| NSc                                         | —                                           | 1495–1496                                   | Krauss                                            | 2                                           | 1899                                        | 1936                                        | 1'C1' n2t                                   | Ex NrSlJ 8–9, 1931 übernommen |                                             |
| NSc                                         | —                                           | 1497–1498                                   | Atlas                                             | 2                                           | 1904                                        | 1934                                        | 1'C1' n2t                                   | Ex NrSlJ 10–11, 1931 übernommen |                                             |
| OKa                                         | A3 (II)                                     | 1509–1510                                   | Motala                                            | 2                                           | 1928                                        | 1970                                        | 2'C h2 (Innenzyl.)                          | Ex OKB H 24–25, 1933 übernommen |                                             |
| OKb                                         | B4                                          | 1511–1514                                   | Nohab                                             | 4                                           | 1917–1926                                   | 1933                                        | 2'C h2                                      | Ex UGJ Bb 25–26, 1933 übernommen; 1934 an SWB als B 91–94 verkauft, 1945 erneut übernommen. |                                             |
| OKc                                         | —                                           | 1515–1516                                   | Nohab                                             | 2                                           | 1913                                        | 1933                                        | 2'C h2                                      | Ex UGJ Ba 30–33, 1933 übernommen |                                             |
| OKd                                         | —                                           | 1517–1518                                   | Falun                                             | 2                                           | 1907                                        | 1936                                        | 2'C n2v (Innenzyl.)                         | Ex UGJ B 22, 24, 1933 übernommen |                                             |
| OKe                                         | N2                                          | 1519–1521                                   | Motala                                            | 3                                           | 1916                                        | 1970                                        | 1'D1' h2t (Innenzyl.)                       | Ex UGJ I 27–29, 1933 übernommen; OKe 1520 1933 an HHJ als 32 verkauft, 1940 erneut übernommen. |                                             |
| OKf                                         | —                                           | 1522–1523                                   | Nohab                                             | 2                                           | 1900                                        | 1937                                        | 1'C n/h2v                                   | Ex UGJ H 20–21, 1933 übernommen; OKf 1523 auf Heißdampf umgebaut. |                                             |
| SGG                                         | K6 ab 1957: KA2                             | 1526                                        | Nohab                                             | 1                                           | 1908                                        | 1963                                        | C h2 (Innenzyl.)                            | Ex SGGJ 6, 1937 übernommen; nach kurzzeitiger Ausmusterung 1939 neubekesselt und wieder in Dienst |                                             |
| ÖCBa                                        | L3                                          | 1524                                        | Nohab                                             | 1                                           | 1902                                        | 1945                                        | 1'C n2v (Innenzyl.)                         | Ex ÖCB 6, 1937 übernommen; baugleich mit OKf |                                             |
| ÖCBb                                        | L4                                          | 1525                                        | Motala                                            | 1                                           | 1908                                        | 1938/1967                                   | 1'C h2                                      | Ex ÖCB 8, 1937 übernommen; 1938 an SSJ als 18 verkauft, 1940 wieder von SJ übernommen |                                             |
| Von 1939 an übernommen oder angekauft       |                                             |                                             |                                                   |                                             |                                             |                                             |                                             | |                                             |
| —                                           | A4 (I) ab 1947: A6                          | 1541–1544                                   | Motala (1) Nohab (1) ASJ-F (1) Falun (1)          | 4                                           | 1915–1918                                   | 1973                                        | 2'C h2 (Innenzyl.)                          | Ex HHJ H3 19–22, 1940 übernommen; 1947 den bauartgleichen Lok der Gruppe A6 zugeordnet |                                             |
| —                                           | A4 (II) ab 1943: A5                         | 1545–1546                                   | Motala                                            | 2                                           | 1930                                        | 1970                                        | 2'C h2 (Innenzyl.)                          | - ex KJ H4 17, 1940 übernommen - ex SäNJ H4 107, 1940 übernommen |                                             |
| —                                           | A6                                          | 1688–1694, 1785–1803                        | SWB (1) Nohab (13) Motala (3) Falun (2) ASJ-F (8) | 27                                          | 1910–1931                                   | 1973                                        | 2'C h2 (Innenzyl.)                          | Standardtyp der großen Privatbahnen - ex SWB H3 56–60, 68, 71–72, 1945 übernommen - ex BJ H3 59–64, 69–70, 84–85, 1948 übernommen - ex GDJ H3 71–76, 1948 übernommen - ex SDJ H3 17-19, 1948 Übernommen           |                                             |
| —                                           | A7                                          | 1749, 1804–1805                             | Nohab                                             | 3                                           | 1914–1917                                   | 1970                                        | 2'C h2 (Innenzyl.)                          | - ex HNJ 51, 1945 übernommen; urspr. DJ H3 9. - ex DJ H3 10–11, 1948 übernommen. |                                             |
| —                                           | A8                                          | 1806–1809                                   | Nohab                                             | 4                                           | 1927–1929                                   | 1973                                        | 2'C h3                                      | Ex BJ H3s 110–112, 118, 1948 übernommen; Lokomotivtyp auch als NS 4000 gebaut |                                             |
| —                                           | B2                                          | 1527–1529                                   | Richmond                                          | 2                                           | 1900                                        | 1942                                        | 2'C h2                                      | Ex YEJ 13–15, 1941 übernommen; urspr. Nassdampflok |                                             |
| —                                           | B3                                          | 1634–1635                                   | Falun                                             | 2                                           | 1900                                        | 1949                                        | 2'C h2                                      | Ex MSJ 20–21, 1943 übernommen; urspr. Nassdampflok |                                             |
| —                                           | C2                                          | 1530–1531                                   | Nohab                                             | 2                                           | 1901                                        | 1948                                        | 2'B n2 (Innenzyl.)                          | Ex BAJ Cb 56–57, 1940 übernommen |                                             |
| —                                           | C3                                          | 1532–1533                                   | Nohab                                             | 2                                           | 1898                                        | 1954                                        | 2'B h2 (Innenzyl.)                          | Ex VBHJ 7, 1940 übernommen; urspr. Nassdampflok |                                             |
| —                                           | C4                                          | 1534                                        | Nohab                                             | 1                                           | 1903                                        | 1944                                        | 2'B h2 (Innenzyl.)                          | Ex KJ C 8, 1940 übernommen; urspr. Zweizylinder-Nassdampf-Verbundlok |                                             |
| —                                           | C5                                          | 1627                                        | Nohab                                             | 1                                           | 1902                                        | 1942                                        | 2'B n2 (Innenzyl.)                          | Ex CWJ C 30, 1941 übernommen |                                             |
| —                                           | C6                                          | 1698–1702                                   | Neilson                                           | 5                                           | 1899–1905                                   | 1951                                        | 2'B h2 (Innenzyl.)                          | Ex SWP C3 26–30, 1945 übernommen; urspr. Nassdampflok |                                             |
| —                                           | C7                                          | 1774, 1810–1817                             | Nohab (6) Motala (3)                              | 9                                           | 1901–1915                                   | 1967                                        | 2'B h2 (Innenzyl.)                          | - ex NOJ 37, 1946 übernommen; urspr. BJ C 51 - ex BJ C 44–46, 50, 52, 71–73, 1948 übernommen z. T. urspr. Nassdampflok                                                                                            |                                             |
| —                                           | C9                                          | 1821                                        | Beyer, Peacock                                    | 1                                           | 1880                                        | 1954                                        | B1 n2 (Innenzyl.)                           | Ex BJ B 29, 1948 übernommen |                                             |
| —                                           | C10                                         | 1818–1820                                   | Falun                                             | 3                                           | 1903                                        | 1957                                        | 2'B h2 (Innenzyl.)                          | Ex GDJ C3 48–50, 1948 übernommen; urspr. Zweizylinder-Nassdampf-Verbundlok |                                             |
| —                                           | E (II) ab 1943: E5                          | 1535–1537                                   | Motala                                            | 3                                           | 1917–1919                                   | 1970                                        | D h2 (Innenzyl.)                            | - ex KJ E 15–16, 1940 übernommen - ex SäNJ E 106, 1940 übernommen höhere Achslast als SJ E (II) |                                             |
| —                                           | E3                                          | 1538–1540                                   | Nohab                                             | 3                                           | 1914–1925                                   | 1970                                        | D h2 (Innenzyl.)                            | Ex VBHJ 12–14, 1940 übernommen |                                             |
| —                                           | E4                                          | 1599–1603, 1650–1651, 1822–1836             | Nohab (11) Motala (10) ASJ-F (1)                  | 22                                          | 1907–1920                                   | 1970                                        | D h2 (Innenzyl.)                            | - ex BAJ E 18–19, 14, 1940 übernommen - ex HHJ N3 27–28, 1940 übernommen - ex CHJ 44, 46, 1944 übernommen - ex BJ N3 53–55, 58, 65–68, 77–80, 90–92, 1948 übernommen                                              |                                             |
| —                                           | E6                                          | 1703–1713                                   | Nohab (9) ASJ-F (2)                               | 11                                          | 1912–1920                                   | 1973                                        | 1'D (Innenzyl.)                             | Ex SWB M3 64–67, 73–74, 81–85, 1945 übernommen |                                             |
| —                                           | E7                                          | 1750–1753                                   | Atlas                                             | 4                                           | 1908                                        | 1970                                        | D h2 (Innenzyl.)                            | Ex HNJ G8 22–25, 1945 übernommen; bis 1932 als HNJ H 22-25 bezeichnet |                                             |
| —                                           | E8                                          | 1754–1756                                   | Hanomag                                           | 3                                           | 1922                                        | 1973                                        | 1'D h3                                      | Ex HNJ G10 39–41, 1945 übernommen; bis 1932 als HNJ M 39-41 bezeichnet |                                             |
| —                                           | E9                                          | 1757–1762                                   | Nohab                                             | 6                                           | 1931–1936                                   | 19xx                                        | 2'D h3                                      | Ex HNJ G12 42–47, 1945 übernommen; bis 1932 als HNJ Mb 42-44 bezeichnet |                                             |
| —                                           | E11                                         | 1849–1851                                   | ASJ-F                                             | 3                                           | 1930                                        | 19xx                                        | 1'D h3                                      | Ex BJ M3s 119–121, 1948 übernommen |                                             |
| —                                           | E12                                         | 1932–1936                                   | Nohab                                             | 5                                           | 1913–1926                                   | 1973                                        | D h3                                        | Ex TGOJ M3 46–50, 1957 angekauft |                                             |
| —                                           | G8                                          | 1837–1840                                   | Falun                                             | 4                                           | 1908–1909                                   | 1970                                        | D h2                                        | Ex GDJ N3 53–56, 1948 übernommen; 1950–52 in 1'D umgebaut |                                             |
| —                                           | G9                                          | 1841–1842                                   | Falun                                             | 2                                           | 1912                                        | 1970                                        | D h2                                        | Ex GDJ N3 57–58, 1948 übernommen |                                             |
| —                                           | G10                                         | 1843–1848                                   | ASJ-F                                             | 6                                           | 1921–1930                                   | 1973                                        | D h2                                        | Ex GDJ N3 59–64, 1948 übernommen |                                             |
| —                                           | G11                                         | 1930–1931                                   | North British (1) Vulcan Foundry (1)              | 2                                           | 1944–1945                                   | 1973                                        | 1'D h2                                      | Ex NS 4300, 1953 angekauft; urspr. brit. WD Austerity 2-8-0 |                                             |
| —                                           | K7                                          | 1548–1550                                   | Nohab                                             | 3                                           | 1917                                        | 1967                                        | C1' h2t (Innenzyl.)                         | Ex BUJ 1–3, 1940 übernommen |                                             |
| —                                           | K8 ab 1947: KA3                             | 1551                                        | Nohab                                             | 1                                           | 1901                                        | 1964                                        | C n2 (Innenzyl.)                            | Ex BAJ 53, 1940 übernommen |                                             |
| —                                           | K9                                          | 1552                                        | Nohab                                             | 1                                           | 1910–1911                                   | 1957                                        | C n2t (Innenzyl.)                           | Ex UVHJ 23, ehem. LyJ 2, urspr. WbÄJ 2, 1940 übernommen |                                             |
| —                                           | K10 ab 1947: KA4                            | 1553–1554                                   | Nohab                                             | 2                                           | 1905–1907                                   | 1954                                        | C n2 (Innenzyl.)                            | Ex VBHJ 9–10, urspr. WBJ 9–10, 1940 übernommen |                                             |
| —                                           | K11                                         | 1555                                        | Sharp, Stewart                                    | 1                                           | 1876                                        | 1942                                        | C n2t (Innenzyl.)                           | Ex YEJ 7, urspr. OFWJ U2 7, 1941 übernommen |                                             |
| —                                           | K12                                         | 1556–1557                                   | Motala                                            | 2                                           | 1884                                        | 1944                                        | C n2 (Innenzyl.)                            | - ex YEJ 8, 1941 übernommen - ex MYJ 26, 1941 übernommen |                                             |
| —                                           | K13 ab 1947: KA5                            | 1556                                        | Nohab                                             | 1                                           | 1895                                        | 1949                                        | C n2 (Innenzyl.)                            | Ex YEJ 11, urspr. MYJ 17, 1941 übernommen |                                             |
| —                                           | K14                                         | 1559–1561                                   | Peckett                                           | 2                                           | 1898–1899                                   | 1950                                        | C n2t                                       | - ex YEJ 23–24, 1941 übernommen - ex MYJ 28, 1941 übernommen |                                             |
| —                                           | K16 ab 1947: KA7                            | 1636–1637                                   | Nohab                                             | 2                                           | 1906–1908                                   | 1954                                        | C n2 (Innenzyl.)                            | Ex MöToJ 8–9, 1943 übernommen |                                             |
| —                                           | K17                                         | 1638–1642                                   | Nohab                                             | 5                                           | 1904–1908                                   | 1948                                        | C n2t (Innenzyl.)                           | Ex MTJ 1–5, 1943 übernommen |                                             |
| —                                           | K18                                         | 1653                                        | Nohab                                             | 1                                           | 1892                                        | 1942/1946                                   | C1' h2t                                     | Ex L&HJ 78, 1940 übernommen; 1942 an CHJ als 49 verkauft, 1944 wieder übernommen; urspr. C n2 L&HJ 7, 1930 zur Tenderlok, 1938 auf Heißdampf umgebaut                                                             |                                             |
| —                                           | K19                                         | 1678–1680                                   | Nohab                                             | 3                                           | 1900                                        | 1946                                        | C n2 (Innenzyl.)                            | Ex SOEJ 3–5, 1944 übernommen |                                             |
| —                                           | K20                                         | 1681–1683                                   | Sharp, Stewart                                    | 3                                           | 1899                                        | 1959                                        | C n2t                                       | Ex SWB U 12–14, 1945 übernommen |                                             |
| —                                           | K21 ab 1947: KA8                            | 1684–1686                                   | Nohab                                             | 3                                           | 1904–1905                                   | 1963                                        | C n2                                        | Ex SWB K 61–63, urspr. EHRJ 1–3, 1945 übernommen |                                             |
| —                                           | K22                                         | 1763–1764                                   | Atlas                                             | 2                                           | 1906                                        | 1951                                        | C n2t (Innenzyl.)                           | Ex HNJ T6 33–34, 1949 übernommen; urspr. C-Schlepptenderlok, 1928–33 umgebaut |                                             |
| —                                           | K23 ab 1948: K9                             | 1775                                        | Nohab                                             | 1                                           | 1911                                        | 1953                                        | C n2t (Innenzyl.)                           | Ex NOJ 26, 1946 übernommen |                                             |
| —                                           | K24                                         | 1776                                        | O & K                                             | 1                                           | 1920                                        | 1963                                        | C n2t                                       | Ex NOJ 29, 1946 übernommen; ähnlich verstärkte preuß. T 3 |                                             |
| —                                           | K25                                         | 1896–1898                                   | Beyer, Peacock                                    | 3                                           | 1873                                        | 1954                                        | C n2t                                       | Ex BJ U 1–3, urspr. E 1–3, 1948 übernommen |                                             |
| —                                           | K26                                         | 1896–1898                                   | Beyer, Peacock                                    | 1                                           | 1903                                        | 1963                                        | C1' n2t                                     | Ex GDJ V 47, 1948 übernommen; 1951 auf Heißdampf umgebaut |                                             |
| —                                           | KA9                                         | 1857–1859                                   | Nohab                                             | 3                                           | 1891–1893                                   | 1949                                        | C n2                                        | Ex GDJ K 30–32, 1948 übernommen |                                             |
| —                                           | L5                                          | 1574–1575, 1778–1779                        | Nohab                                             | 2                                           | 1931                                        | 1970                                        | 1'C h2 (Innenzyl.)                          | - ex BAJ L 70–71, 1940 übernommen - ex NOJ 33–34, 1946 übernommen |                                             |
| —                                           | L6                                          | 1576–1580                                   | Nohab                                             | 5                                           | 1899–1917                                   | 1964                                        | 1'C h2 (Innenzyl.)                          | - ex UVHJ 14, 16–18, 1940 übernommen - ex VBHJ 20, 1940 übernommen baugleich mit L8, nur mit Überhitzer; L6 1576 urspr. Nassdampflok                                                                              |                                             |
| —                                           | L7                                          | 1581–1582                                   | Motala                                            | 2                                           | 1914                                        | 1967                                        | 1'C h2 (Innenzyl.)                          | Ex SäNJ L2 104–105, 1940 übernommen |                                             |
| —                                           | L8                                          | 1583–1584                                   | Nohab                                             | 2                                           | 1899                                        | 1946                                        | 1'C n2 (Innenzyl.)                          | Ex UVHJ 11–12, 1940 übernommen |                                             |
| —                                           | L9 ab 1947: S11                             | 1585–1586                                   | Nohab                                             | 2                                           | 1912–1914                                   | 1967                                        | 1'C h2t                                     | Ex LyJ 1, 3, 1939 übernommen |                                             |
| —                                           | L10 ab 1947: S12                            | 1587–1588                                   | Nohab                                             | 2                                           | 1906                                        | 1959                                        | 1'C h/n2t                                   | Ex TJ 1–2, 1939 übernommen; L10 1587 auf Heißdampf umgebaut |                                             |
| —                                           | L11                                         | 1562–1573, 1654–1657                        | Nohab (1) Motala (15)                             | 16                                          | 1906–1919                                   | 1969                                        | 1'C h2 (Innenzyl.)                          | Sammelgattung für 1'C mit 1400 mm Treibraddurchmesser - ex CWJ L1 14–18, 1941 übernommen - ex LLTJ L1 10–13, 1940 übernommen - ex SäNJ L1 101–103, 1940 übernommen - ex CHJ 14–17, 1944 übernommen                |                                             |
| —                                           | L12                                         | 1589–1592                                   | Helsingborg                                       | 4                                           | 1898–1900                                   | 1964                                        | 1'C h2                                      | Ex SSJ K2 37–40, 1940 übernommen; urspr. C 2, 1913–24 umgebaut |                                             |
| —                                           | L13 ab 1947: S13 (I)                        | 1593–1594                                   | Nohab                                             | 2                                           | 1912–1918                                   | 1954                                        | 1'C h2t                                     | Ex BÖJ 51–52, urspr. 5–6, 1941 übernommen |                                             |
| —                                           | L14                                         | 1595, 1658                                  | Nohab                                             | 2                                           | 1918–1927                                   | 1969                                        | 1'C h2 (Innenzyl.)                          | Variante der L11 mit 1660 mm Treibraddurchmesser - ex CWJ H 19, 1941 übernommen - ex CHJ 10, 1944 übernommen |                                             |
| —                                           | L15                                         | 1596                                        | Motala                                            | 1                                           | 1928                                        | 1969                                        | 1'C h2 (Innenzyl.)                          | Ex CWJ H 20, 1941 übernommen |                                             |
| —                                           | L16                                         | 1643–1644, 1866–1869, 1871–1873             | Nohab (6) Motala (3)                              | 9                                           | 1899–1904                                   | 1969                                        | 1'C h2 (Innenzyl.)                          | - ex MTJ 13–14, 1943 übernommen - ex GDJ L3 38–41, 1948 übernommen - ex SDJ L3 13, 15–16, urspr. OHJ 2, 4–5, 1948 übernommen urspr. Nassdampf-Zweizylinder-Verbundlok, 1919/32 zu Heißdampf-Zwillingslok umgebaut |                                             |
| —                                           | L17 ab 1947: S14                            | 1659–1660                                   | Ljunggrens                                        | 2                                           | 1901                                        | 1953                                        | 1'C n2t                                     | Ex CHJ 9, 11, urspr. KIJ 2, 4, 1944 übernommen |                                             |
| —                                           | L18                                         | 1661–1662                                   | Nohab                                             | 2                                           | 1907                                        | 1967                                        | 1'C h2                                      | Ex CHJ S 12–13, 1944 übernommen |                                             |
| —                                           | L19 ab 1947: S15                            | 1663–1665                                   | Nohab                                             | 3                                           | 1897–1898                                   | 1953                                        | 1'C h2t                                     | Ex CHJ 29–31, ehem. ÖSJ E 9–11, 1944 übernommen; urspr. Nassdampflok, um 1914 auf Heißdampf umgebaut |                                             |
| —                                           | L20                                         | 1666                                        | Nohab                                             | 1                                           | 1885                                        | 1946                                        | 1'C h2                                      | Ex CHJ 33, ehem. ÖSJ J 13, 1944 übernommen; als C n2 VKBf 493 bereits früher im SJ-Bestand, 1909 an OSJ verkauft und 1922 zur 1'C h2 umgebaut                                                                     |                                             |
| —                                           | L21                                         | 1667–1670                                   | Nohab                                             | 4                                           | 1900                                        | 1967                                        | 1'C h2 (Innenzyl.)                          | Ex CHJ 34–37, urspr. ÖSJ G 14–17, 1944 übernommen; urspr. Nassdampflok, 1921–23 auf Heißdampf umgebaut |                                             |
| —                                           | L22                                         | 1671–1672                                   | Motala                                            | 2                                           | 1901                                        | 1949                                        | 1'C h2 (Innenzyl.)                          | Ex CHJ 38–39, urspr. ÖSJ H 18–19, 1944 übernommen; urspr. Nassdampflok, 1928 auf Heißdampf umgebaut |                                             |
| —                                           | L23                                         | 1714–1716                                   | Motala                                            | 3                                           | 1899                                        | 1966                                        | 1'C h2 (Innenzyl.)                          | Ex SWB F3a 40–42, 1945 übernommen; urspr. Nassdampflok, 1924–28 auf Heißdampf umgebaut |                                             |
| —                                           | L24                                         | 1717–1718                                   | Nohab                                             | 2                                           | 1907                                        | 1967                                        | 1'C h2 (Innenzyl.)                          | Ex SWB F3 43–44, 1945 übernommen |                                             |
| —                                           | L25                                         | 1719–1724                                   | Sharp, Stewart                                    | 6                                           | 1900                                        | 1966                                        | 1'C h2 (Innenzyl.)                          | Ex SWB L3 45–50, 1945 übernommen; urspr. Nassdampflok, 1914–15 auf Heißdampf umgebaut |                                             |
| —                                           | L26                                         | 1765–1766                                   | Nohab                                             | 2                                           | 1902                                        | 1959                                        | 1'C h2 (Innenzyl.)                          | Ex HNJ P6b 17–18, 1945 übernommen; urspr. Nassdampflok, auf Heißdampf umgebaut |                                             |
| —                                           | L27                                         | 1767–1768                                   | Atlas                                             | 2                                           | 1909                                        | 1959                                        | 1'C h2 (Innenzyl.)                          | Ex HNJ P6 27–28, 1945 übernommen |                                             |
| —                                           | L28                                         | 1769–1772, 1865                             | Atlas                                             | 5                                           | 1894–1904                                   | 1954                                        | 1'C h2                                      | - ex HNJ B5b 29–32, 1945 übernommen - ex DL L 15, urspr. HNJ, 1948 übernommen urspr. Nassdampflok, 1915–28 auf Heißdampf umgebaut                                                                                 |                                             |
| —                                           | L29                                         | 1780–1782                                   | Motala                                            | 3                                           | 1907–1916                                   | 1974                                        | 1'C h2 (Innenzyl.)                          | Ex NOJ 24–25, 28, 1946 übernommen |                                             |
| —                                           | L30                                         | 1860–1864                                   | Nohab                                             | 5                                           | 1894–1896                                   | 1964                                        | 1'C n2 (Innenzyl.)                          | Ex GDJ L 33–37, 1948 übernommen |                                             |
| —                                           | L31                                         | 1870                                        | Falun                                             | 1                                           | 1902                                        | 1954                                        | 1'C h2 (Innenzyl.)                          | Ex GDJ L3 42, 1948 übernommen; urspr. Nassdampf-Zweizylinder-Verbundlok, 1935 zur Heißdampf-Zwillingslok umgebaut                                                                                                 |                                             |
| —                                           | N3                                          | 1597–1598                                   | ASJ-F                                             | 2                                           | 1919                                        | 1970                                        | 1'D h2t                                     | Ex YEJ 1–2, 1941 übernommen |                                             |
| —                                           | N4                                          | 1773                                        | Nohab                                             | (1)                                         | (1932)                                      | 1970                                        | 1'D1' h3t                                   | Ex HNJ T10 38, 1945 übernommen; 1932 aus 1'D HNJ M 38 (Hanomag 1928) umgebaut |                                             |
| —                                           | N5                                          | 1783–1784                                   | Motala                                            | 2                                           | 1929                                        | 1970                                        | 1'D1' h3t                                   | Ex NOJ 30–31, 1946 übernommen |                                             |
| —                                           | N6                                          | 1903–1905                                   | Nohab                                             | 3                                           | 1916–1925                                   | 1970                                        | D1' n2t (Innenzyl.)                         | Ex BJ Åt 81–82, 109, 1948 übernommen |                                             |
| —                                           | N7                                          | 1906                                        | Falun                                             | 1                                           | 1901                                        | 1963                                        | D h2t                                       | Ex GDJ Z 519, 1948 übernommen; urspr. Nassdampflok |                                             |
| —                                           | Q (II)                                      | 1607–1609, 1907–1909                        | Nohab (4) Motala (2)                              | 6                                           | 1906–1909                                   | 1956                                        | 1A h2t                                      | - Ex KJ Y 9, 1940 übernommen - Ex MHJ 1–2. 1940 übernommen - Ex GDJ S3 95–97, 1948 übernommen |                                             |
| —                                           | S4 ab 1947: S6                              | 1610–1613                                   | ASJ-F (2) Nohab (2)                               | 4                                           | 1918–1923                                   | 1970                                        | 1'C1' h2t                                   | Ex BAJ S 22–25, 1940 übernommen |                                             |
| —                                           | S5 (I) ab 1947: S7                          | 1624–1625                                   | Nohab                                             | 2                                           | 1928–1929                                   | 1970                                        | 1'C1' h2t                                   | Ex L&HJ Y3 23, 25, 1940 übernommen |                                             |
| —                                           | S5 (II)                                     | 1888–1895                                   | ASJ-F (6) Nohab (2)                               | 8                                           | 1924–1954                                   | 1970                                        | 1'C1' h2t                                   | Ex BJ Y3 87–88, 93–96, 105–106, 1948 übernommen; wie S7, aber 12,5 t Achslast |                                             |
| —                                           | S6                                          | 1614–1619                                   | Motala                                            | 6                                           | 1912–1918                                   | 1970                                        | 1'C1' h2t                                   | - Ex YEJ 3. 1940 übernommen - Ex MYJ 30–31, 33–35, 1941 übernommen |                                             |
| —                                           | S7                                          | 1874–1887                                   | Motala (6) Nohab (3) ASJ-F (5)                    | 14                                          | 1915–1927                                   | 1970                                        | 1'C1' h2t                                   | Ex BJ Y3 75–76, 89, 97–99, 107–108, 113–117, 1948 übernommen; wie S5, aber 14,5 t Achslast |                                             |
| —                                           | S8                                          | 1645–1648                                   | Motala                                            | 4                                           | 1926                                        | 1970                                        | 1'C1' h2t                                   | - ex MTJ 15, 1943 übernommen - ex MSJ 30-32, 1943 übernommen |                                             |
| —                                           | S9                                          | 1649                                        | Henschel                                          | 1                                           | 1923                                        | 1967                                        | 1'C1' h2t                                   | Ex TRJ 5, 1943 übernommen |                                             |
| —                                           | S10                                         | 1725–1738                                   | Falun (11) ASJ-F (3)                              | 14                                          | 1907–1918                                   | 1969                                        | 1'C1' h2t                                   | Ex SWB Y3 15–20, 69–70, 75–80. 1945 übernommen; Y3 15-20 urspr. Nassdampflok |                                             |
| —                                           | S13 (II)                                    | 1937–1944                                   | Motala                                            | 8                                           | 1911–1921                                   | 1970                                        | 1'C1' h2t                                   | Ex TGOJ Y3 127–134, 1957 angekauft |                                             |
| —                                           | W2                                          | 1620–1622                                   | Motala                                            | 3                                           | 1923                                        | 1967                                        | 1'B2' h2t                                   | - ex KJ SC 18, 1940 übernommen - ex YEJ 4–5, 1941 übernommen |                                             |
| —                                           | Å2 ab 1947: W3                              | 1628                                        | Nohab                                             | 1                                           | 1895                                        | 1949                                        | 1B1' n2t (Innenzyl.)                        | Ex YEJ 10, 1941 übernommen; urspr. 1B, 1938 umgebaut |                                             |
| —                                           | Å3                                          | 1604                                        | Nohab                                             | 1                                           | 1912                                        | 1945                                        | 1B n2 (Innenzyl.)                           | Ex UVHJ 22, 1940 übernommen |                                             |
| —                                           | Å4                                          | 1605                                        | Sharp, Stewart                                    | 1                                           | 1874                                        | 1972                                        | 1B n2 (Innenzyl.)                           | Ex YEJ 10, 1941 übernommen |                                             |
| —                                           | Å5                                          | 1623                                        | Nohab                                             | 1                                           | 1911                                        | 1945                                        | B h2t                                       | Ex TJ 4, 1939 übernommen |                                             |
| —                                           | Å6                                          | 1606                                        | Hanomag                                           | 1                                           | 1886                                        | 1942                                        | 1B n2t                                      | Ex BÖJ 50, 1941 übernommen |                                             |
| —                                           | Å7 ab 1947: C8                              | 1632                                        | Nohab                                             | 1                                           | 1908                                        | 1952                                        | 1B n2 (Innenzyl.)                           | Ex MöToJ 15, 1943 übernommen; sog. Västkustbanan-Typ |                                             |
| —                                           | Å9                                          | 1633                                        | Nohab                                             | 1                                           | 1891                                        | 1943                                        | 1B n2t                                      | Ex MTJ 8, 1943 übernommen |                                             |
| —                                           | Å10 ab 1947: W4                             | 1673–1674                                   | Nohab (1) Ljunggrens (1)                          | 2                                           | 1897–1902                                   | 1949                                        | 1B h/n2t (Innenzyl.)                        | Ex CHJ 6, 8, 1944 übernommen; Å10 1673 auf Heissdampf umgebaut |                                             |
| —                                           | Å11                                         | 1675–1676                                   | Nohab (1) Ljunggrens (1)                          | 2                                           | 1885–1904                                   | 1946                                        | 1B n2t                                      | Ex CHJ 24, 42, 1944 übernommen |                                             |
| —                                           | Å12                                         | 1677                                        | Nohab                                             | 1                                           | 1914                                        | 1946                                        | 1B h2 (Innenzyl.)                           | Ex SOEJ 6, 1944 übernommen |                                             |

#### Schmalspurlokomotiven (Auswahl)
| Baureihe vor 1942 | Baureihe ab 1942 | Betriebsnummern                                    | Hersteller                             | Anzahl | Baujahr(e) | ausgem. bis | Bauart  | Bemerkungen                                                         | Bild |
| ----------------- | ---------------- | -------------------------------------------------- | -------------------------------------- | ------ | ---------- | ----------- | ------- | ------------------------------------------------------------------- | ---- |
| —                 | L5p ab 1948: S5p | 3012–3018, 3074, 3091–3094, 3096, 3097, 3137, 3138 | Nohab (8) Motala (6) Kristinehamns (2) | 16     | 1893–1903  | 1958        | 1'C n2t | Spurweite 891 mm, 1940–48 von verschiedenen Privatbahnen übernommen |      |

## Elektrolokomotiven
| Baureihe                  | Varianten der Baureihe            | Betriebsnummern                                                                                         | Hersteller            | Anzahl | Baujahr(e)  | ausgem. bis                                                                                  | Bauart      | Bemerkungen | Bild |
| ------------------------- | --------------------------------- | --- | --------------------- | ------ | ----------- | -------------------------------------------------------------------------------------------- | ----------- | --- | ---- |
| Bg                        | —                                 | 575–576                                                                                                 | ASEA                  | 2      | 1936        | 1964                                                                                         | Bo'Bo'      | Ex GBJ Bg 8–9, 1940 übernommen; Güterzuglok, 75 km/h Höchstgeschwindigkeit.                                                                                               |      |
| Bk                        | —                                 | 730–750                                                                                                 | ASEA                  | 21     | 1939–1945   | 1975                                                                                         | Bo'Bo'      | Ex BJ O 210–224, ex GDJ O 401–406, beide 1948 übernommen |      |
| Bs                        | —                                 | 567–574                                                                                                 | ASEA                  | 8      | 1936–1940   | 1964                                                                                         | Bo'Bo'      | Ex GBJ Bs 1–7, 10, 1940 übernommen; Schnellzuglok, 100 km/h Höchstgeschwindigkeit                                                                                         |      |
| D                         | Ds, Dg, Dg1, Dk, Du, Du2, Dr, Df  | 101–150, 153–162, 171–184, 186–245, 291–391, 401–447, 535–550, 555–566, 577–581, 594–599                | ASEA                  | 321    | 1925–1943   |                                                                                              | 1'C1'       | D 101…245 mit Teakholzkasten, D 291…599 mit Stahlblechkasten geliefert; Varianten zur Bezeichnung von unterschiedlicher Motor-, Getriebe- und Steuerungsausstattung       |      |
| D                         | Dk, Dk2, Dr2                      | 718–729                                                                                                 | ASEA                  | 12     | 1938–1941   | Ex DJ Dk 101–103, ex BJ Ds 201–209, beide 1948 übernommen; Lokkasten mit abgeschrägter Front | 1'C1'       | |      |
| Da                        | —                                 | 790–823, 883–941                                                                                        | ASEA                  | 93     | 1952–1957   | 1996                                                                                         | 1'C1'       | 4 Lok 1995/97 an SLV, 1 Lok 1996 an MTAB |      |
| Dg2                       | —                                 | 136 | SJ Umbau              | (1)    | (1950)      | 1976                                                                                         | 1'D1'       | Versuchsumbau der Dg 136 zu einer zugkräftigeren Güterzuglok; Vorläufer der Dm                                                                                            |      |
| Dm                        | —                                 | 834–845, 942–957, 967–975, 968–975, 976/978, 979/981, 982/984, 985–986, 1201–1230, 1246/1248, 1249–1250 | ASEA                  | 78     | 1953–1970   | 1997                                                                                         | 1'D+D1'     | Doppellok für Erzzüge auf der Malmbana; 976…984, 1246/1248 von neu, 1201–1230 nach Umbau 1967–68 für Betrieb als Dreifachlok mit Dm3 eingerichtet; 36 Lok 1996 an MTAB    |      |
| Dm3                       | —                                 | 977, 980, 983, 1231–1245, 1247                                                                          | ASEA                  | 19     | 1960–1970   | 1996                                                                                         | D           | Führerstandslose Mitteleinheit der Dreifachlok, fest gekuppelt mit je 2 Dm; 16 Lok 1996 an MTAB                                                                           |      |
| F                         | —                                 | 601–603, 621–632, 694–702                                                                               | ASEA                  | 24     | 1942–1949   | 1983                                                                                         | 1'Do1'      | |      |
| Ha                        | —                                 | 451–490                                                                                                 | ASEA                  | 40     | 1936–1939   | 1972                                                                                         | Bo'Bo'      | 1176 kW, 70 km/h, symmetrische Vorbauten |      |
| Hb                        | —                                 | 501–522                                                                                                 | ASEA                  | 22     | 1939–1940   | 1972                                                                                         | Bo'Bo'      | 1176 kW, 80 km/h, symmetrische Vorbauten |      |
| Hc                        | —                                 | 523–534                                                                                                 | ASEA                  | 12     | 1942–1944   | 1979                                                                                         | Bo'Bo'      | 1160 kW, 70 km/h, asymmetrische Vorbauten |      |
| Hc                        | —                                 | 551 | SJ Umbau              | (1)    | (1964)      | 1979                                                                                         | Bo'Bo'      | Umbau aus Hd 551 |      |
| Hd                        | —                                 | 551–554                                                                                                 | ASEA                  | 4      | 1942        | (1966)                                                                                       | Bo'Bo'      | 1176 kW, 80 km/h, asymmetrische Vorbauten |      |
| Hg                        | Hg2                               | 654–681, 758–787                                                                                        | ASEA                  | 56     | 1947–1951   | 1992                                                                                         | Bo'Bo'      | 1300 kW, 70 km/h, asymmetrische Vorbauten; Hg2 1970–80 mit Mehrfachsteuerung ausgerüstet                                                                                  |      |
| Hg                        | Hg2                               | 751–757                                                                                                 | ASEA                  | 7      | 1948        | 1992                                                                                         | Bo'Bo'      | Ex BJ Hg 225–226, ex SDJ Hg 501–505, beide 1948 übernommen |      |
| Hg                        | Hg2                               | 786–787                                                                                                 | ASEA                  | 2      | 1949        | 1992                                                                                         | Bo'Bo'      | Ex NKIJ 101–102, 1950 angekauft |      |
| Hg                        | Hg2                               | 552–554                                                                                                 | SJ Umbau              | (3)    | (1963–1966) | 1992                                                                                         | Bo'Bo'      | Umbau aus Hd 552–554 |      |
| M ab 1956: Mg             | —                                 | 604–620                                                                                                 | ASEA                  | 17     | 1944–1945   | 1981                                                                                         | Co'Co'      | |      |
| Ma                        | —                                 | 788–789, 824–833, 873–882, 958–967                                                                      | ASEA                  | 32     | 1953–1960   | 1991                                                                                         | Co'Co'      | 26 Lok 1991 als Ma2 788...967 an TGOJ |      |
| Oa                        | —                                 | 1–26 | Siemens (22) ASEA (4) | 26     | 1914–1915   | 1960                                                                                         | 1'C+C1'     | Doppellok für Erzzüge auf der Malmbana |      |
| Ob                        | —                                 | 32–39                                                                                                   | ASEA                  | 8      | 1917        | 1959                                                                                         | 1'C+C1'     | Doppellok für Erzzüge auf der Malmbana |      |
| Oc                        | —                                 | 40–41                                                                                                   | AEG                   | 2      | 1920        | 1957                                                                                         | B'B'        | Ähnlich Preußische EG 511 bis EG 537 (DRG-Baureihe E 71.1) |      |
| Od                        | —                                 | 42–51                                                                                                   | ASEA                  | 10     | 1922        | 1968                                                                                         | D           | |      |
| Oe                        | —                                 | 56–77                                                                                                   | AEG SSW               | 22     | 1922–1923   | (1944)                                                                                       | 1'C+C1'     | Doppellok für Erzzüge auf der Malmbana, zwischen 1938 und 1944 umgebaut in Of (II)                                                                                        |      |
| Of                        | Of (I)                            | 78–87, 91–100                                                                                           | ASEA                  | 20     | 1924–1928   | (1958)                                                                                       | 1'C+C1'     | Doppellok für Erzzüge auf der Malmbana |      |
| Of                        | Of (II)                           | 56–77                                                                                                   | SJ Umbau              | (20)   | (1937–1944) | 1972                                                                                         | 1'C+C1'     | Umbau aus Oe |      |
| Of                        | Of (II)                           | 78–81, 91–100                                                                                           | SJ Umbau              | (14)   | (1956–1958) | 1972                                                                                         | 1'C+C1'     | Umbau aus Of (I) |      |
| Of                        | Of (II)                           | 56–67, 82–87                                                                                            | SJ Umbau              | (18)   | (1960–1961) | 1972                                                                                         | 1'C+C1'     | Rückbau aus Of (III) |      |
| Of                        | Of (III)                          | Enhet 1 bis Enhet 6                                                                                     | SJ Umbau              | (18)   | (1953–1955) | (1961)                                                                                       | 1'C+C1'+C1' | Dreifachlok für Erzzüge auf der Malmbana; Umbau aus je 3 Doppellokhälften Of (II), 1960–61 rückgebaut                                                                     |      |
| P ab 1919: Pa             | —                                 | 27–28                                                                                                   | ASEA                  | 2      | 1914–1915   | 1957                                                                                         | 2'B2'       | Personenzuglok für die Malmbana. |      |
| Pb (I)                    | —                                 | 52–55                                                                                                   | ASEA                  | 4      | 1922        | (1937)                                                                                       | 2'B+B2'     | 2 Doppellok für Personenzüge auf der Malmbana. |      |
| Pb (II)                   | —                                 | 52–55                                                                                                   | SJ Umbau              | (4)    | (1937)      | 1960                                                                                         | 1'C1'       | Umbau der Pb (I) zu Einzellokomotiven. |      |
| Qa                        | —                                 | 29 | Westinghouse          | 1      | 1905        | 1916                                                                                         | Bo          | Bis 1914: Versuchslok 1 |      |
| Qb                        | —                                 | 30 | Siemens               | 1      | 1905        | 1926                                                                                         | Co          | Bis 1914: Versuchslok 2 |      |
| Ra                        | —                                 | 846–847, 987–994                                                                                        | ASEA                  | 10     | 1955–1961   | 1996                                                                                         | Bo'Bo'      | Sog. Rapidlok für Schnellzüge |      |
| Rb                        | Rb1, Rb1T, Rb2, Rb3               | 1001–1006                                                                                               | ASEA                  | 6      | 1962        | 1976                                                                                         | Bo'Bo'      | Prototypen in 3 unterschiedlichen Bauarten zu je 2 Lok |      |
| Rc                        | Rc1, Rc2, Rc3, Rc4, Rc5, Rc6, Rc7 | 1007–1200, 1251–1256, 1263–1422                                                                         | ASEA                  | 360    | 1967–1988   | in Betrieb                                                                                   | Bo'Bo'      | Varianten zur Bezeichnung der Bauserien mit unterschiedlicher Motor- und Getriebeausstattung; Rc7 1421–1422 von 2001 bis 2004 versuchsweise für 180 km/h aus Rc6 umgebaut |      |
| Rm                        | —                                 | 1257–1262                                                                                               | ASEA                  | 6      | 1977        | in Betrieb                                                                                   | Bo'Bo'      | Erzzugversion der Rc, urspr. für die Malmbana; alle 2001 an Green Cargo                                                                                                   |      |
| U ab 1929: Ua             | —                                 | 88–90                                                                                                   | ASEA                  | 3      | 1926        | 1970                                                                                         | C           | Endführerstand, 610 kW |      |
| Ub                        | —                                 | 163–170, 246–266, 276–290, 497–500, 582–593, 645–653, 688–693, 703–717                                  | ASEA                  | 90     | 1930–1950   | 1993                                                                                         | C           | Mittelführerstand, 610 kW |      |
| Uc                        | —                                 | 275 | ASEA                  | 1      | 1933        | 1991                                                                                         | C+2         | Wie Ub, mit Akkumulator-Wagen zum Betrieb ohne Fahrleitung; Wagen 1956 ausgemustert                                                                                       |      |
| Ud                        | —                                 | 848–872                                                                                                 | ASEA                  | 25     | 1955–1956   | 1996                                                                                         | C           | Mittelführerstand, 620 oder 720 kW; 4 Lok 1996 an MTAB |      |
| Ue                        | —                                 | 167…717                                                                                                 | SJ Umbau              | (56)   | (1987–1990) | 2001                                                                                         | C           | Umbau der Ub auf neuen 920-kW-Motor, Funkfern- und Mehrfachsteuerung; 4 Lok 1996 an MTAB                                                                                  |      |
| Ue                        | —                                 | 995–998                                                                                                 | ASEA                  | 4      | 1950–1954   | 2001                                                                                         | C           | Ex TGOJ Ub 501–503, 505, 1990 angekauft |      |
| Uf                        | —                                 | 848…871                                                                                                 | SJ Umbau              | (14)   | (1990–1991) | 2001                                                                                         | C           | Umbau der Ud auf neuen 920-kW-Motor, Funkfern- und Mehrfachsteuerung; Uf 861 und 871 1996 an MTAB                                                                         |      |
| Z                         | —                                 | 31 | ASEA-Sigurdverkstaden | 1      | 1909        | 1938                                                                                         | B'2'        | Bis 1914: Versuchslok 3; 1914 von SJ als erste E-Lok für die Malmbana übernommen                                                                                          |      |
| Ö ab 1929: Zö ab 1937: Öa | —                                 | 151–152 ab 1929: 100–101 ab 1937: 151–152                                                               | ASEA                  | 2      | 1927        | 1963                                                                                         | Bo          | Akkumulatorlok |      |
| Öb                        | —                                 | 267–274                                                                                                 | ASEA                  | 8      | 1932        | 1970                                                                                         | Bo          | Akkumulatorlok |      |
| Öc                        | —                                 | 392–400, 491–493                                                                                        | ASEA                  | 12     | 1935–1936   | 1987                                                                                         | Bo'Bo'      | Akkumulatorlok |      |
| Öd                        | —                                 | 448–450, 494–496, 633–644, 682–687                                                                      | ASEA                  | 24     | 1945–1949   | 1989                                                                                         | Bo'Bo'      | Akkumulatorlok |      |

### Schmalspurlokomotiven (Auswahl)
| Baureihe vor 1960 | Baureihe ab 1960 | Betriebsnummern | Hersteller    | Anzahl | Baujahr(e) | ausgem. bis | Bauart | Bemerkungen | Bild |
| ----------------- | ---------------- | --------------- | ------------- | ------ | ---------- | ----------- | ------ | --- | ---- |
| —                 | Bap              | 3250            | ASEA          | 1      | 1939/44    | 1972        | Bo’Bo’ | Spurweite 891 mm, 1939 als dieselelektrische Lokomotive gebaut, 1944 in Elektrolokomotive umgebaut, 1960 als SRJ 50 von SJR übernommen, 1972 an SL |      |
| —                 | Bbp              | 3251–3252       | ASEA          | 2      | 1942       | 1972        | Bo’Bo’ | Spurweite 891 mm, 1960 als SRJ 51 und 52 von SJR übernommen, 1972 an SL                                                                            |      |
| —                 | Bcp              | 3253            | ASEA, Siemens | 1      | 1947       | 1971        | Bo’Bo’ | Spurweite 891 mm, 1960 als SRJ 53 von SJR übernommen, 1971 nach Unfall ausgemustert                                                                |      |
| —                 | Bdp              | 3254–3255       | ASEA          | 2      | 1946       | 1972        | Bo’Bo’ | Spurweite 891 mm, 1960 als SRJ 54 und 55 von SJR übernommen, 1972 an SL                                                                            |      |

## Diesellokomotiven
| Baureihe | Umzeichnung            | Betriebsnummern           | Hersteller | Anzahl | Baujahr(e)  | ausgem. bis | Bauart        | Bemerkungen | Bild |
| -------- | ---------------------- | ------------------------- | ---------- | ------ | ----------- | ----------- | ------------- | --- | ---- |
| T1       | ab 1964: T11           | 30                        | Motala     | 1      | 1955        | 1971        | 1'C1'         | „Antriebsgaslokomotive“, Antrieb einer Gasturbine mit Spül- und Abgas eines Dieselmotors                                                                             |      |
| T2       | ab 1964: T21           | 57–71, 77–112             | MaK        | 52     | 1954–1958   | 1991        | D dh          | Voith-Getriebe |      |
| T2       | ab 1964: T21           | 73–74, 76                 | MaK        | (3)    | 1959        | 1991        | D dh          | Umbau aus T3 |      |
| T3       | ab 1964: T22           | 72–76                     | ASJ        | 5      | 1956        | 1976        | D dh          | SRM-Getriebe, 73, 74 und 76 1959 in T2 73, 74 und 76 umgezeichnet, 72 und 75 1964 in T22 23 und 75 umgezeichnet                                                      |      |
| T4       | ab 1964: T41           | 100–104 ab 1958: 200–204  | Nohab      | 5      | 1956        | 1988        | (A1A)(A1A) de | |      |
| T5       | ab 1964: T42           | 105 ab 1958: 205          | EMD        | 1      | 1953        | 1983        | Bo'Bo' de     | EMD-Werkstyp G12 |      |
| T6       |                        | 206                       | Motala     | 1      | 1959        | 1967        | B'B' dm       | Mischantrieb mit Dieselmotor und abgasgetriebener Gasturbine |      |
| T7       | ab 1964: T12           | 207                       | Motala     | 1      | 1954        | 1968        | 1'D1'         | |      |
| T8       | ab 1964: T31           | 138–139                   | MaK        | 2      | 1951        | 1969        | C dh          | 1951 als SNJ 11 und 12 gekauft, SNJ 12 1958 von SJ gekauft und als T8 208 bezeichnet, SNJ 11 1963 als T31 139 gekauft, T8 208 nach Umbau 1964 als T31 138 bezeichnet |      |
| T23      |                        | 113–127                   | SJ Umbau   | (15)   | (1965–1966) | 1978        | D dh          | Umbau aus Schmalspurlok Tp 3501…3524 (MaK, ASJ 1953–54) |      |
| T43      |                        | 209–258                   | Nohab      | 50     | 1961–1963   |             | Bo'Bo' de     | in den 1990er Jahren an Banverket und TGOJ verkauft |      |
| T44      | ab 1999 teilweise T44R | 259–283, 314–323, 329–416 | Nohab KVAB | 123    | 1968–1987   |             | Bo'Bo' de     | 2001 an Green Cargo und andere Unternehmen verkauft |      |
| T45      |                        | 324–328                   | ASEA       | 5      | 1971–1972   | 1985        | Bo'Bo' de     | |      |
| T51      |                        | 140                       | Kockums    | 1      | 1936        | 1964        | Bo'Bo'        | Ex SNJ ÄF 10, 1963 angekauft |      |
| Tb       |                        | 284–293                   | Nohab      | 10     | 1969–1970   | 1989        | Bo'Bo' de     | Güterzug- und Schneeräumlokomotive, Tb 284–289 1969–1970 auf Achsfolge Bo'1Bo' umgebaut; 1989 an Banverket                                                           |      |
| Tc       |                        | 294–313                   | Nohab      | 20     | 1969–1971   | 1989        | B dh          | Güterzug- und Schneeräumlokomotive, ab 1984 Bahndienstlokomotive, 1988–89 an Banverket                                                                               |      |
| V1       |                        | 3–4                       | EEC        | 2      | 1948        | 1971        | C de          | |      |
| V3       |                        | 5–56                      | Esslingen  | 50     | 1951–1954   | 1982        | C dh          | |      |
| V4       |                        | 40–49                     | Henschel   | 10     | 1972–1973   | 2001        | C dh          | Alle 2001 an Green Cargo, teilweise weiterverkauft |      |
| V5       |                        | 150–189                   | Henschel   | 40     | 1975–1978   | 2001        | C dh          | Alle 2001 an Green Cargo, teilweise weiterverkauft |      |
| Ä1       |                        | 1                         | Nohab      | 1      | 1940        | 1958        | B'B' dh       | Ex MTJ Äo1 20, 1943 übernommen |      |
| Ä2       | ab 1954: V2            | 31                        | Nohab      | 1      | 1949        | 1961        | AAAA dh       | Nohab-Versuchslok 2153, 1951 angekauft |      |

### Schmalspurlokomotiven (Auswahl)
| Baureihe vor 1942 | Baureihe ab 1942 | Betriebsnummern | Hersteller                         | Anzahl | Baujahr(e) | ausgem. bis | Bauart | Bemerkungen                                                              | Bild |
| ----------------- | ---------------- | --------------- | ---------------------------------- | ------ | ---------- | ----------- | ------ | ------------------------------------------------------------------------ | ---- |
| —                 | T2p              | 3525–3526       | Svenska Järnvägsverkstäderna (ASJ) | 2      | 1957       | 1971        | B'B'   | Spurweite 891 mm, 1960 als SRJ 5–6 von SJR übernommen, 1971 ausgemustert |      |

## Elektrotriebwagen
| Baureihe alt | Baureihe neu | Betriebsnummern                                                                                  | Hersteller                                    | Anzahl                            | Baujahr(e)  | ausgem. bis | Achsfolge                                                 | Bemerkungen                                                                    | Bild |
| ------------ | ------------ | ------------------------------------------------------------------------------------------------ | --------------------------------------------- | --------------------------------- | ----------- | ----------- | --------------------------------------------------------- | ------------------------------------------------------------------------------ | ---- |
|              | SL X1        | 3001–3104                                                                                        | ASEA                                          | 104                               | 1967–1975   | 2011        | Bo’Bo’+2’2’                                               |                                                                                |      |
|              | X2           | ursprünglich X2 2001–2043 nach Umbau: X2 2001–2013, 2015–2030, 2035 und X2K 2031–2034, 2036–2043 | ABB, Kalmar Verkstad                          | 43                                | 1989–1998   |             | Bo'Bo'+(4–5)×2'2'+2'2'                                    |                                                                                |      |
| Xa4          | X4           | SJ: 206–215 DJ: 421; ab 1940: 151; ab 1948: 251 – ab 1948: SJ 251                                | ASEA                                          | 10 + 1                            | 1938        | 1971        | 2’Bo’                                                     |                                                                                |      |
| Xoa5         | X5           |                                                                                                  |                                               |                                   | 1948        |             |                                                           |                                                                                |      |
|              | X6           |                                                                                                  |                                               |                                   | 1960        |             |                                                           |                                                                                |      |
|              | X7           |                                                                                                  |                                               |                                   | 1949        |             |                                                           |                                                                                |      |
| BJ X0a       | X8           |                                                                                                  |                                               |                                   |             |             |                                                           | Bei Verstaatlichung von Bergslagernas Järnvägar übernommen                     |      |
| Yoa2         | X9           | 101–145 (X9A/X9B)                                                                                | ASEA und Hilding Carlssons Mekaniska Verkstad | 23                                | 1959–1963   | 1999        | (1A)’(A1)’+2’2’+ 2’2’+(1A)’(A1)’                          |                                                                                |      |
|              | X10          | 3105–3189, 3198–3213                                                                             | ASEA                                          | 101                               | 1983–1992   |             | Bo’Bo’+2’2’                                               | 3105–3113, 3134–3147, 3167–3175, 3182–3185, 3187–3189, 3204–3213: Umbau in X11 |      |
|              | X11          | 3105–3113, 3134–3147, 3167–3175, 3182–3185, 3187–3189, 3204–3213                                 | ASEA                                          | 49                                | (1994–1998) |             | Bo’Bo’+2’2’                                               | Umbau aus X10                                                                  |      |
|              | X12          | 3190–3197, 3214–3223                                                                             | ASEA                                          | 18                                | 1991–1994   |             | Bo’Bo’+2’2’                                               | 3190 und 3223 Umbau in X14                                                     |      |
|              | X14          | 3224–3241                                                                                        | ASEA                                          | 18                                | 1994–1995   |             | Bo’Bo’+2’2’                                               | 3190 und 3223 Umbau aus X12                                                    |      |
| Yoa104       | X20          |                                                                                                  |                                               |                                   | 1956        |             |                                                           |                                                                                |      |
|              | X31K         | 4301–4342, 4350–4411                                                                             | Adtranz                                       | 104                               | 1999–2012   |             | Bo’Bo’+2’2’+Bo’Bo’                                        |                                                                                |      |
|              | X32K         | 4343–4349                                                                                        | Adtranz                                       | 7                                 | 2002        |             | Bo’Bo’+2’2’+Bo’Bo’                                        |                                                                                |      |
|              | X40          | 3301–3343                                                                                        | Alstom                                        | 16 Zweiwagenzüge 27 Dreiwagenzüge | 2004–2008   |             | Zweiwagenzug: Bo’2’+2’Bo’ Dreiwagenzug: Bo’2’+2’Bo’+2’Bo’ |                                                                                |      |
|              | X50          |                                                                                                  | Adtranz/Bombardier                            |                                   | 2000–2013   |             |                                                           |                                                                                |      |

## Dieseltriebwagen
| Baureihe zuerst (Jahr) | Baureihe später | Nummern                    | Hersteller                                                                                          | Anzahl | Einsatzzeit  | Achsfolge                 | Bemerkung       | museal erhalten                         | Bild |
| ---------------------- | --------------- | -------------------------- | --------------------------------------------------------------------------------------------------- | ------ | ------------ | ------------------------- | --------------- | --------------------------------------- | ---- |
| YCo4p (1949)           | YBo4p           | 593–599, 672–676, 691, 692 | Märstaverken                                                                                        | 14     | 1949–1967    | (1A)`(A1)`                |                 |                                         |      |
| YCo4t (1949)           | YBo4t           | 584–592, 677–681           | Märstaverken                                                                                        | 14     | 1949–1970    | (1A)`(A1)`                |                 |                                         |      |
| YCo5p (1952)           | YBo5p/ YCo5p    | 788–811, 873–901, 906–924  | Hilding Carlssons Mekaniska Verkstad                                                                | 72     | 1952–1984    | (1A)`(A1)`                |                 | 9: 801, 804, 873 874, 884, 888 893, 900 |      |
| YFo5p                  |                 | 902–905                    | Hilding Carlssons Mekaniska Verkstad                                                                | 4      | 195.–1977(?) | (1A)`(A1)`                | Gütertriebwagen | 904: Upsala–Lenna Jernväg               |      |
| YCo5t                  |                 |                            | Hilding Carlssons Mekaniska Verkstad                                                                | 6      | 196.–1970    | (1A)`(A1)`                | Umbau aus YBo5p |                                         |      |
| YCo6 (1953)            | YBo6/ Y6        |                            | AB Svenska Järnvägsverkstäderna (ASJ), Hägglund & Söner, Kalmar Verkstad Märstaverken (Eksjöverken) | 251    | 1953–        | B`2`                      |                 |                                         |      |
| YBo7 (1957)            | Y7              |                            | AB Svenska Järnvägsverkstäderna (ASJ), Eksjöverken                                                  | 129*   | 1957–        | B`2`                      |                 |                                         |      |
| YBo8 (1963)            | Y8              |                            | | 29     | 1963–        | B`2`                      | Umbau           |                                         |      |
| Y1 (1979)              |                 | 1268–1366                  | Fiat Kalmar                                                                                         | 100    | 1979–        | (1A)`(A1)`                |                 |                                         |      |
| Y2 (1989)              |                 | 1367–1386                  | ABB Scania                                                                                          | 20     | 1989–        | (1A)`+(A1)`+(1A)`+(A1)`   |                 |                                         |      |
| Y3 (1966)              |                 | 1261–1266 (2160–2172)      | LHB/ASEA                                                                                            | 6      | 1966–1990    | B'B' + 2'2' + 2'2' + 2'2' |                 |                                         |      |
| Y31 (2002)             |                 | 1400–1405, 1412–1429       | Bombardier                                                                                          | 24     | 2002–        | (1A)'+2'+(A1)'            |                 |                                         |      |
| Y32 (2002)             |                 | 1406–1411                  | Bombardier                                                                                          | 6      | 2002–        | (1A)'+2'+2'+(A1)'         |                 |                                         |      |

## Bahndienstfahrzeuge
| Baureihe zuerst (Jahr) | Baureihe später | Nummern | Hersteller | Anzahl | Einsatzzeit | Achsfolge | Bemerkung    | museal erhalten | Bild |
| ---------------------- | --------------- | ------- | ---------- | ------ | ----------- | --------- | ------------ | --------------- | ---- |
| MDR                    | MD              | div.    | div.       |        |             |           | Motordraisin |                 |      |
| MTR                    | MT              | div.    | div.       |        |             |           | Motortralla  |                 |      |